# Andorra durant l'edat moderna
Andorra durant l'edat moderna visqué un període crucial, situant-se entre l'annexió definitiva a Castella i la separació del projecte imperial hispànic. El període comença amb una pesta que afectâ greument el territori, tot i que la manca de documents exactes dificulta establir si la malaltia havia arribat a Andorra abans de l'època de la qual es conserva constància.
En l'àmbit econòmic, les exploracions portugueses i hispàniques a l'Amèrica Llatina introdueixen el contraban de tabac i el comerç com a nous pilars de l'economia andorrana. Malgrat l'aparició de les primeres companyies mercantils dins del sistema mercantilista, aquestes tingueren una incidència limitada. Andorra, per la seva banda, seguia depenent dels gremis, de la producció de ferro i de l'agricultura, amb la indústria metal·lúrgica apropant-se al seu apogeu.
En l'àmbit social, cultural i polític, Andorra formava part dels actuals Països Catalans. Els andorrans es sentien catalans, compartien la cultura catalana i podien assistir a les Corts Catalanes, tot mantenint un mode de vida característic dels Països Catalans. La indústria metal·lúrgica es fonamentava en el model de la farga catalana.
Els Països Catalans, en aquell moment dins del regne d'Espanya, formaven part d'un projecte imperial castellà, que aspirava a dominar tant el continent americà com el territori europeu. A través d'aliances matrimonials, Castella accedí al tron del Sacre Imperi Romanogermànic, una confederació d'estats, com els de Catalunya-Aragó, les Lligues Suïsses o els Països Baixos, que permetia a la monarquia castellana expandir-se per territori aliè.
Amb l'esclat de les guerres protestants, la corona hispànica intentà imposar el catolicisme mitjançant el Tribunal de la Inquisició, també a Andorra. Tot i que Andorra no era un territori protestant, la guerra religiosa entre França i Castella provocà que el títol de copríncep es traslladés a París, passant per dinasties protestants, fet que portà a acusacions des d'Europa de consideració hugonota. El copríncep episcopal aprofità aquesta situació per implementar la Inquisició hispànica al país, aprofitant acusacions de bruixeria per justificar la seva intervenció.
Els andorrans acusaren el copríncep d'intentar castellanitzar el territori. La corona hispànica utilitzà la Inquisició per imposar el model centralitzat francès, que pretenia eliminar qualsevol llengua no francesa. Aquesta política va afectar també a territoris com Catalunya, el País Basc i Portugal, on la corona promogué una actitud hostil davant les diversitats religioses i lingüístiques.
El futur d'Andorra estava condicionat pel model absolutista de França. La Guerra dels Segadors, un intent de Catalunya per aconseguir la independència, s'emmarca en la rivalitat entre França i Castella, amb ambdues potències desitjant l'expansió global. Aquesta guerra es produí paral·lelament a la Guerra de Restauració Portuguesa, on Andorra donà suport a Catalunya, considerant-se part del territori català, com també passà durant la Guerra de Successió Espanyola.
La desfeta de Barcelona el 1714 portà el parlament andorrà a reinterpretar els Pariatges i la situació legal de l'època. Per evitar que Castella imposés els Decrets de Nova Planta a Andorra, el parlament va comunicar que, a través dels Pariatges, Andorra ja era independent i que els andorrans no eren considerats catalans. Aquesta estratègia de negació i confusió permeté a Andorra mantenir una autonomia aparent, malgrat que continuava sent part del territori català des d'un punt de vista històric i cultural.
D'aquesta manera, Andorra aconseguí convertir-se en un Estat independent, tot i que ni Espanya ni França ho reconegueren completament. Ambdues potències continuaven veient Andorra com a territori seu, ja que ambdues mantenien ambicions de control. El Tractat dels Pirineus (1659) exemplifica la teoria francesa segons la qual Catalunya formava part de les seves «fronteres naturals», i Andorra havia de ser forçosament francesa dins d'aquest projecte d'imperi monàrquic.

## Historiografia
La difícil situació d'Andorra en relació amb els seus veïns, dues monarquies absolutes que construeixen, a partir del segle xvii a França i sobretot a partir del l'arribada dels Borbons a Espanya, unes potentíssimes estructures d'estat, ha estat el centre de la recerca històrica en aquest període, que podríem dir que culmina amb la crisi de la quèstia del 1793.
La voluntat dels andorrans de preservar els seus privilegis i la definició del concepte de Valls neutres són al centre d'algunes de les principals investigacions fetes sobre l'Andorra dels segles xvi i xvii.
Al costat d'aquesta història més institucional i política, els estudis sobre els aspectes de l'economia i la demografia andorranes prenen volada, mercès a la riquesa de les sèries documentals que permeten fer tractaments estadístics a la informació. La història social també despunta, sobretot amb l'estudi de les fonts del tribunal de Corts, que ens proporciona un material d'una extraordinària qualitat.
Les fonts consultables de més rellevància són:
- Ignasi J. Baiges, Mariona Fages, Diplomatari de la vall d'Andorra - segle xiv, i (iii), Andorra, Govern d'Andorra, 1993.
- Susanna Vela, Diplomatari de la vall d'Andorra - segle xv, iv (iv), Andorra, Govern d'Andorra, 2002.
- Domènec Bascompte, Diplomatari de la vall d'Andorra - segle xvii, iii (vi), Andorra, Govern d'Andorra, 1997.
- Jordi Buyreu, Diplomatari de la vall d'Andorra - segle xviii, v (vii), Andorra, Govern d'Andorra, 2012.

Dins la biografia que es pot consultar de l'època, s'hi compta prop de seixanta referències. De la documentació original rellevant cal posar èmfasi sobretot a:
- Manual Digest
- Politar Andorrà

### Qüestions prèvies
No existeix cap regne catalanoaragonès. És una formulació que troben els historiadors al segle xix per tal de fer entendre que la corona d'Aragó era una confederació. És a dir, tenim el regne de València, unit al Principat de Catalunya, unit al Regne d'Aragó. Mallorca era inicialment possessió del Principat de Catalunya. Cadascun d'aquests tres territoris es representa en Corts electives estamentals.
Es pot utilitzar l'expressió regne catalanoaragonès, però la nomenclatura no era aquesta a l'època. Es recomana la lectura de Pseudociència contra Catalunya: De l'espanyolisme a la Nova Història (Ed. Eumo, 2020).
A Europa hi ha casos similars. Per exemple, Suïssa. Inicialment, les Lligues Suïsses.
És important dir que no existeix tampoc cap regne anomenat Espanya. Els Reis Catòlics no utilitzaven aquesta nomenclatura. Hi havia el regne de Castella, el d'Aragó, el de Portugal i Navarra. Espanya és la designació d'un concepte imperial que engloba tota la península ibèrica. Avui la historiografia portuguesa és qui diu que hi havia "unió ibèrica" per a remarcar que Portugal no vol ser part de Castella. La nomenclatura no existeix a l'època. Quan Portugal és annexionat per Castella, Navarra i Aragó, es passa a parlar d'Espanya a Europa, no pas abans.
És la historiografia francesa i britànica actuals qui insisteixen que hi havia una corona d'Espanya. No existeix fins al final de la Guerra de Successió Espanyola.

## Del món feudal a l'Europa moderna

Mapa on s'observa la propagació de la Pesta Negra pel continent europeu a mitjan

La pesta negra marca la data del final del món medieval, si més no econòmicament i demogràficament. Provoca un daltabaix que conjugat a la caiguda de Constantinoble dur tot Europa a una gran crisi que es perllonga durant el XIVè segle.
Durant aquest segle de transició, canvien les mentalitats amb el desenvolupament progressiu del Renaixement i l'humanisme. Canvia igualment la manera d'entendre l'economia amb la introducció d'un primer capitalisme a les ciutats italianes. Les ciutats, justament, agafen embranzida de mica en mica. La nova intel·lectualitat seu a les ciutats-món que es forgen inicialment entre els Països Baixos i els estats italians. La societat de l'Edat moderna a Europa és essencialment rural. La ruralia nodreix la ciutat que funciona corporativament. Aquest capitalisme s'aprecia un alliberament de les rígides normes de la corporació per donar lloc a una economia liberal.
Políticament tot tendeix a fer crítica cap a l'Església catòlica, que ha perdut a Constantinoble i a causa d'això ara veu com afluixa el seu poder polític. Un corrent que cal cercar als països del nord d'Europa i de l'est. Entre Bohèmia, Anglaterra i Suïssa s'hi forma el protestantisme que pren molta força per la misèria que ha provocat la pandèmia de la pesta negra. La pesta és productora de canvis cabals. Primer de pensament, després econòmics i, finalment, polítics. De pensament perquè contribueix a forjar el protestantisme, econòmics perquè és conseqüència d'aquest primer capitalisme, i finalment polítics, perquè canvia l'epicentre de les forces polítiques: l'Església catòlica deixa de ser una superpotència.
Les costes italianes obren novament les seves portes al comerç i la manca d'higiene generalitzada a tot el món torna a produir una nova pandèmia de pesta negra. Avui el coneixement científic no permetria cap pandèmia d'aquest tipus. Aleshores el coneixement és poc i les supersticions prenen el davant, fet que es fa servir des de l'Església catòlica per perseguir dissidències amb la Inquisició. La misogínia sistèmica que promou l'Església catòlica s'ataca obsessivament al gènere femení, acusat de bruixeria. A carrega llarga aquest comerç es torna el motor de les colonitzacions i de la superpotència que arriba a representar Europa del XVIIIè fins al XIXè segles.
La pesta prové del comerç mediterrani, més concretament de Crimea i d'Anatòlia. Progressa tot passant per Itàlia, Bohèmia, França i Castella. Arriba a Moscou i a Marsella pels volts del 1347. Un terç de la població europea mor. En per menuts, la meitat de la població urbana europea és víctima i mor sense remei. Agreuja la crisi política sorgida per la derrota de Constantinoble. Augmenta la inflació, atura les construccions, delma part de la classe nobiliària, penetra als camps, etc.

### La Pesta a Andorra
L'arribada de la pesta negra va ser la causadora de la mort prop de la meitat de la població europea. Fou una epidèmia característica del medieval però també de l'Edat Moderna. Els romans d'Orient en van patir una, però, la segona que es va donar cap al final del medieval va ser devastadora. Andorra, però, només va donar signes de contagi just al principi de l''Edat Moderna. Si més no les fonts escrites parlen de la pesta en aquesta època. Segons els manuals d'història actuals, la malaltia va arribar a la frontera catalana l'any 1348 i a partir d'aquí es va estendre per Andorra. El 1652, per exemple, es va formar una reunió d'urgència al Consell de la Terra, per prendre mesures contra la pesta. L'any 1721 el Bisbe de Guinda dona instruccions per tancar la frontera a fi d'evitar que l'epidèmia passi de Marsella a Andorra i d'Andorra la resta de la península Ibèrica. Les epidèmies van ser les causadores d'una natalitat i mortalitat altíssimes a Europa. La situació fou molt greu. L'any 1678 una carta del Consell de la Terra al governador del comtat de Foix sol·licita cereals a causa de la “misèria” que pateixen moltes famílies.
Tot i la pesta, l'economia andorrana reprèn el creixement als segles XIIr-XIVr. Es combina agricultura, ramaderia, indústria artesanal, metal·lúrgica, el tabac i el comerç. La mortalitat i natalitat segueixen sent altes, encara que la població hagi augmentat a conseqüència de l'activitat econòmica.

### El corporativisme a Andorra
Andorra és en aquesta època una economia essencialment rural. Quelcom que persisteix fins ben entrat el segle xx. L'estructura social és de casa pairal, dins un sistema polític feudal. Econòmicament tot camina cap al corporativisme, la manufactura i la indústria metal·lúrgica. Ateny el seu apogeu vora el XIXè segle (inicis i després caiguda), però es forma molt abans.
Europa és igualment una societat essencialment rural. El creixement de les ciutats-món matisa considerablement aquest constat, però el gros de la població viu a la ruralia. La ciutat és un centre intel·lectual i mercantil. És el motor de canvi polític, però econòmicament depèn i molt de la ruralia que es transforma en un rerepaís. La societat també hi és estamental, com l'andorrana.
Un constat més global porta a pensar que Andorra forma part del rerepaís de Catalunya perquè s'insereix al Pirineu català i desenvolupa d'aquesta manera la Catalunya moderna.

#### La indústria artesanal i metal·lúrgica

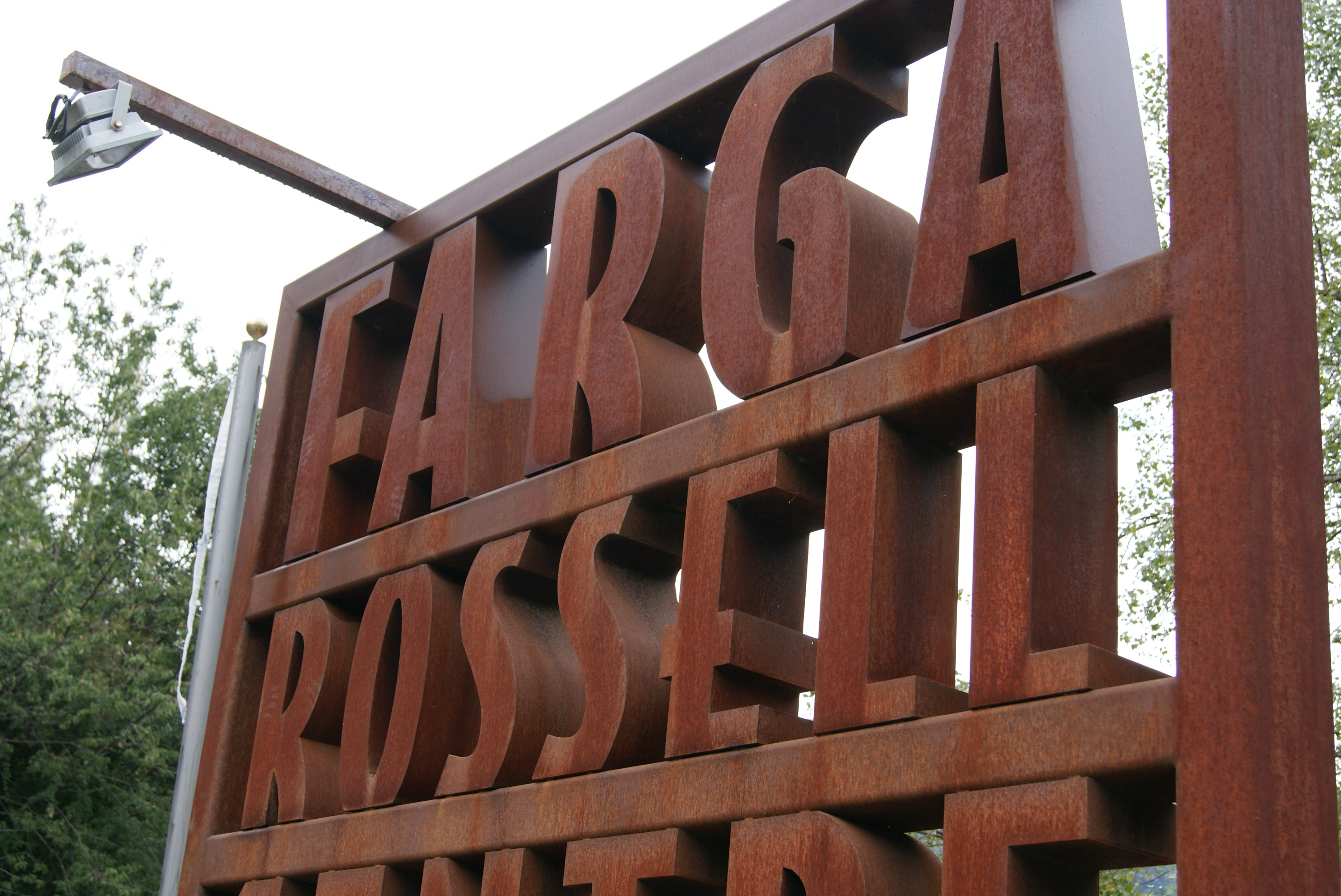
Entrada del Museu Farga Rosell situat a la Massana

La indústria artesanal i la metal·lúrgia van portar molts beneficis a la població andorrana. A Andorra s'hi té documentada l'existència d'un únic gremi. Es tracta del de paraires i teixidors que es va constituir com a gremi el 1604. El bisbe d'Urgell, Andreu Capella, va concedir i confirmar els punts sobre els quals s'havia de regir la Confraria dels Paraires de Sant Pere de Màrtir i Sant Ivó d'Escaldes, segons manuals d'història d'Andorra. L'any 1606 el Consell de la Terra va passar a controlar la germandat administrativament. Esclades va ser el nucli del gremi degut a les aigües termals, element bàsic per poder desenvolupar una nova indústria.
Al llarg dels segles xviii i xix les fargues van assolir la seva màxima producció de ferro a Andorra. El territori nacional es va convertir en el centre de producció de lingots de ferro del nord de Catalunya. Les fargues andorranes eren catalanes, per tant, adoptaren el sistema de “farga a la catalana”. Es venien lingots de ferro destinats a mercats catalans. A Andorra se'n van construir sis inicialment, amb el temps aquest nombre anirà pujant fins a una desena. Les fargues es van repartir entre les set parròquies. Les més importants són la Farga d'Areny i la Farga d'Ordino, propietat de la família Areny. Van ser les darreres en tancar les portes, però també cal destacar la Farga Rosell (avui un museu) i la Farga de Moles (un altre museu en l'actualitat). Com a conseqüència d'aquesta activitat van aparèixer meners a Ransol, Encamp i a la Vall del Madriu.

#### L'estructura social

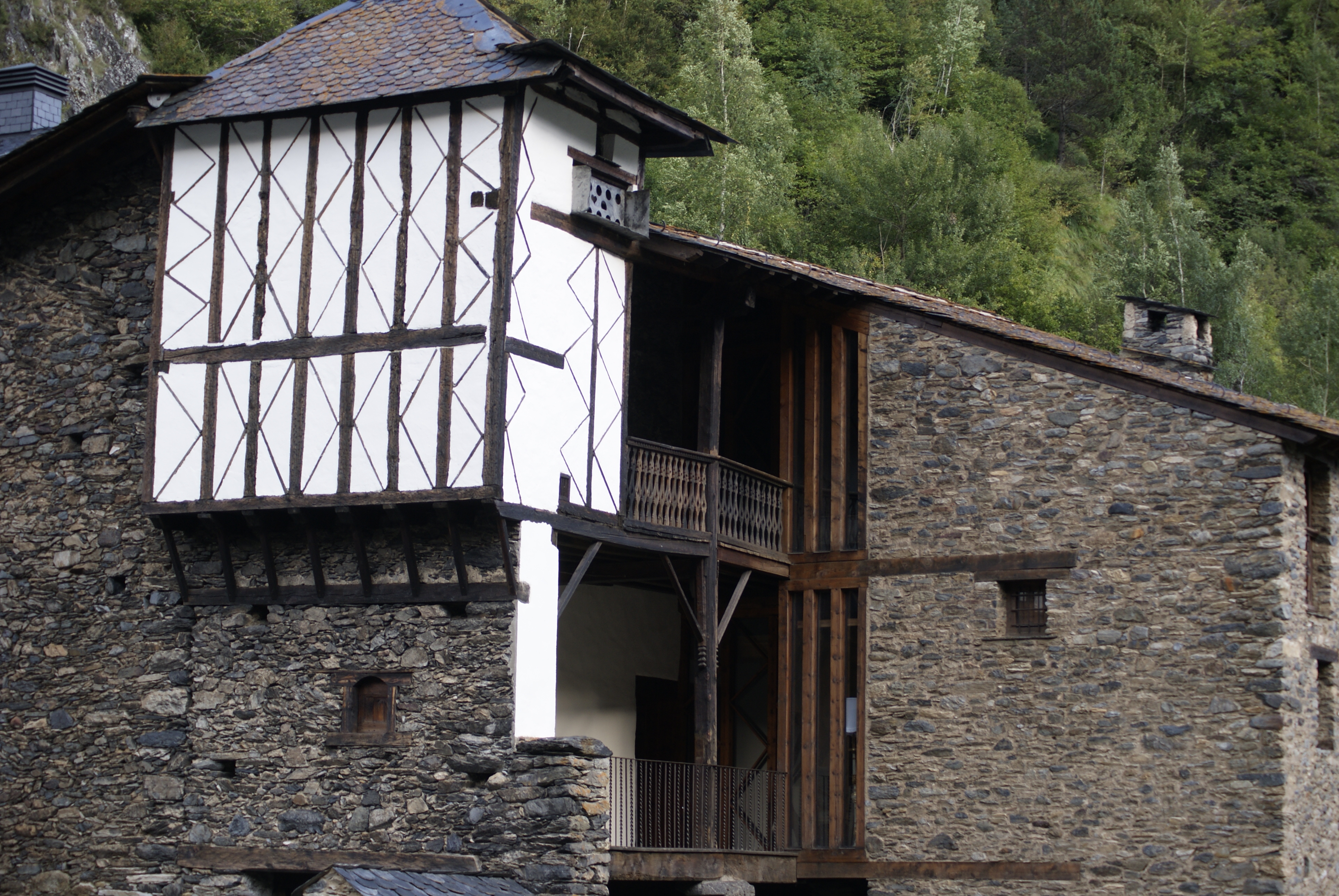
L'espai etnogràfic Cal Pal de la Cortinada (Ordino) permet avui descobrir l'Andorra corporativa del XIVè segle.

L'organització social andorrana de l'Edat Moderna és catalana: la casa pairal.
Aquest sistema estableix un “cap de casa”, amo absolut del patrimoni familiar, que, en morir-se, passava a un únic hereter universal: l'hereu o la pubilla. En succeir el seu pare, esdevenia el nou “cap de casa”, i li corresponia, per tant, mantenir el patrimoni familiar i casar-se per assegurar una descendència. Els altres germans o germanes es veien obligats a abandonar el sostre familiar. Podien emigrar a l'estranger o llogar-se com a mossos en una casa on necessitaven treballadors. Per als més afortunats quedava el casament amb l'hereu o la pubilla d'una altra casa, generalment pactat pels pares respectius que veien en el matrimoni l'acumulació del patrimoni d'ambdues cases.
El sistema de vida tradicional català, com tots d'època, era estamental:
- D'una banda hi havia els focs, és a dir, les cases pairals tradicionals riques. Com que els seus mitjans econòmics eren molt superiors als de la resta de la població, pagaven tribus al Consell de la Terra. Eren els únics en poder optar a seure al Consell del Comú o al Consell de la Terra. Els que tenien més prestigi, anomenats prohoms o capgrossos, ocupaven càrrecs més importants com ara el de cònsol (alcalde a Catalunya).[15][16]
- La segona categoria comprèn la resta del poble, és a dir, el poble menut o casalers. El nivell econòmic d'aquestes famílies era abastament inferior als focs. Aquestes famílies estaven vetades del Consell de la Terra o Consell de Comú. Dit altrament, no podien participar en la vida política del país. Eren ben sovint cases de creació recent i els casalers (o cabalers) no podien fundar-ne una de nova. Treballaven també com a mossos per algun propietari o exercien de contrabandistes, pastors,...[15][17]

Aquest sistema de pubilles i hereus es veu encara reflectit avui dia a l'himne d'Andorra. A més, Escaldes-Engordany segueix escollint cada any una pubilla per molt que l'acte ja només representi un record de la tradició del país.
Del punt de vista jurídic, els andorrans eren súbdits dels coprínceps. Com a tal, els andorrans havien de pagar la quèstia derivada dels pariatges. Per molt que el títol anés passant d'una família a una altra al llarg de l'Edat Moderna, els andorrans no van faltar al pagament de la quèstia, si més no això es desprèn dels escrits d'època. A més, el bisbe d'Urgell exigia censos, delmes, primícies,... que són els corresponents a una societat feudal i teocràtica com era l'Edat moderna.

### Era de les exploracions
Andorra és durant l'Edat Moderna un territori pobre a qui li costa sobreviure. Arran de les Exploracions portugueses i hispàniques a Amèrica, així com de les polítiques mercantilistes d'Espanya i França, el país es procura una nova manera de sobreviure mercès al proteccionisme mercantilista i al cultiu del tabac. Això canvia progressivament l'economia del país que era aleshores essencialment agrícola. S'hi varen obrir algunes companyies comercials modernes, segons es pot desprendre d'alguns volums d'història d'Andorra..

#### El comerç
El tabac cultivat devia de vendre a les fires i això no devia agradar pas a França. Lluís XV el Ben Amat arriba a promulgar decrets amb què llistava el tipus i la quantitat de mercaderies que els andorrans podien importar. En un principi, però, les fires estaven prohibides al país. Segons es desprèn de la lectura de manuals d'història d'Andorra, el Consell de la Terra hagué de demanar reiteradament el bisbe d'Urgell de cedir i atorgar el permís per construir una fira anual a Andorra la Vella. Aquest dret va ser ampliat pel comte de Foix, Gastó IV, i el bisbe, Roger de Pallars, l'any 1448.

#### L'arquitectura civil
Conseqüència de la indústria metal·lúrgica, el territori andorrà veu com s'hi construeixen les primeres grans cases de famílies benestants en pedra, de les quals han perdurat alguns exemples rellevants: la Casa de la Vall i la casa dels Areny-Plandolit. Les cases tradicionals andorranes són cases senzilles, adaptades al terreny i a l'economia muntanyenca, no és arquitectura pròpiament dita. Les parets són de pedra, les façanes pobres, amb fusta per construir-hi escales, portes, finestres,... El segle xvi i XVII es caracteritza per cases d'un o dos pisos i cap al final del segle xviii apareixen cases de tres pisos. Cada nivell tenia una funció. La borda, per la seva banda, s'ha d'entendre com un edifici complementari a l'activitat econòmica de la casa. Per això se situava normalment a mitja muntanya.

## Seglesxviixvii

### Guerres de Religió

#### De Foix a París

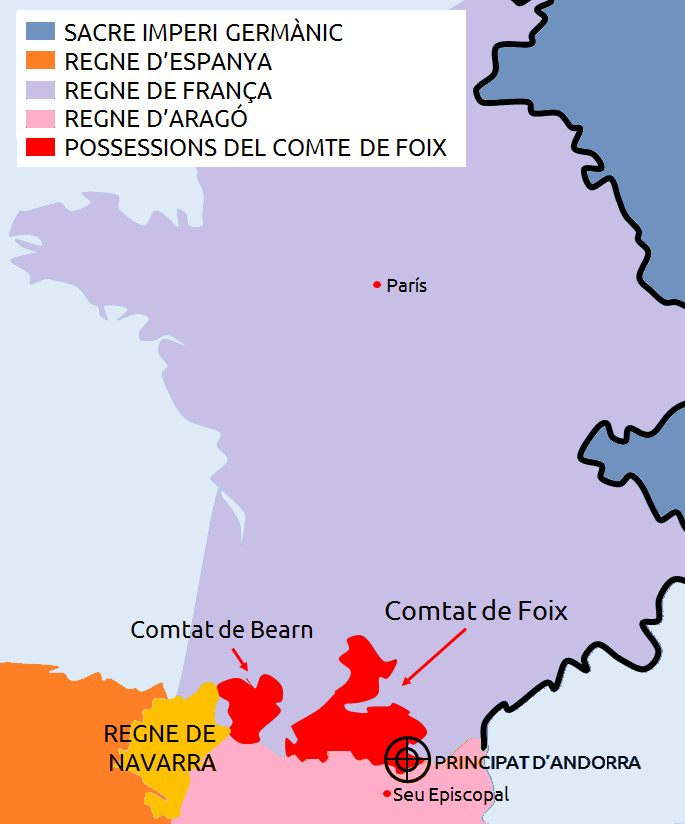
Possessions del Comte de Foix abans de la seva unió amb Navarra

Mentre el títol de copríncep es mantingué en el bisbe d'Urgell, el de l'altre titular, el comte de Foix, passarà per diverses mans al llarg de l'època moderna per, finalment, ser atorgat al rei de França. A partir d'aquest moment, el títol de copríncep seguirà mantenint-se a París sota monarquia absoluta o parlamentària, dictadura o república.
Fins a arribar al rei de França, el títol passà de la filla de Gastó III de Foix, Isabel, al comtat de Bigorra pel seu casament amb Arquimbald de Grilly. La unió afegeix les possessions del comtat de Bigorra a les de Foix. Navarra i Aragó entren en guerra (Guerra Civil Catalana) per la successió del tron. Un cop Navarra és afegida a Aragó per usurpació, Gastó IV es casa amb Elionor I de Navarra, filla del rei d'Aragó Joan II el Gran. Caterina I de Navarra es casa amb Joan III Albert, donant per iniciada la dinastia dels Albert. L'última Albert, Joana III, es casa amb la família Borbó, concretament amb Antoni de Borbó.
El 1562 esclaten les guerres de religió entre catòlics i protestants a França. França està governada per la dinastia dels Valois que és catòlica, però Navarra està governada per protestants. La monarquia castellana, per la seva banda, ha unit les corones d'Aragó i Castella. Castella i Aragó són precisament catòlics, contràriament a Navarra. S'inicia així també la guerra de religió en aquests regnes.

Quan Francesc II de Valois puja al tron només té 15 anys i tres famílies nobles comencen a esbatussar-se pel tron prenent com a excusa la religió. Així, es forma a França la Lliga Catòlica. Arribats a Enric III de França i Valois la corona francesa i catòlica té un problema: no hi ha descendència. La Lliga Catòlica busca llavors suports a la monarquia espanyola, cosa que es tradueix pel reconeixement del cardinal de Borbó com a hereu de la corona dels Valois.
Pel que fa al costat episcopal, vist que els bisbes no es poden casar-se, el títol de copríncep seguirà estant en mans del Bisbe d'Urgell. Tanmateix, serà el rei o reina de Castella i Aragó els qui el nomenaran perquè així li ho va demanar la monarquia espanyola al Papa Adrià VI l'any 1521. Els nomenaments de bisbes foren utilitzats per a castellanitzar els Països Catalans.
El problema amb aquest reconeixement és que el regne navarrès és protestant. S'inicia doncs la guerra entre Enric III de Navarra i Enric III de Valois. L'any 1589 finalment Enric III de Valois i Enric III de Navarra passen una aliança mitjançant la qual el navarrès esdevé hereu dels Valois i, per tant, rei de França. Poc després Enric III de Valois i de França és assassinat. La noblesa francesa es baralla doncs per la coronació perquè l'hereu legítim és protestant.
El 1593 s'ha de convocar els Estats-Generals alhora que Enric III de Navarra decideix convertir-se al catolicisme. La conversió fa que la noblesa francesa l'esculli com a rei, heretant d'aquesta manera el títol de copríncep d'Andorra vist que el seu pare, Antoni de Borbó, havia heretat el títol a través de la seva dona, Joana III dels Albert.
Finalment l'any 1594 el rei navarrès pren el títol de rei de França sota el nom d'“Enric IV de França”.

#### La Contrareforma

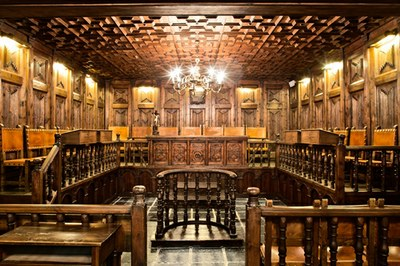
El Tribunal de Corts d'Andorra fou introduït pel copríncep francès i la seva sala fou construïda a la Casa de la Vall.

Andorra rebé les conseqüències directes de les guerres de religió a França i de la introducció de la Inquisició a Castella i Aragó. Primerament, perquè del costat urgellenc el copríncep és catòlic. Segon, perquè mentre va canviant de mans el títol de copríncep a França, Bearn i el Llenguadoc reben influència calvinista. Navarra, que també esdevé ostentà el títol de copríncep, es proclama màxima impulsora del protestantisme. Andorra acaba sent considerada com un feu calvinista. La realitat és que era més aviat un territori catòlic i les tropes hugonots entraven al país per saquejar esglésies.
El Consell de la Terra va haver de demanar als comtes de Foix el cessament de les incursions hugonots. Les esglésies St. Serni de Canillo i St. Esteve d'Andorra la Vella en van sortir greument afectades. Per al Manual Digest els hugonots eren gent indesitjable que qualificava de “plaga”. 
En el marc de la Contrareforma, el Concili de Trento establí l'any 1611 l'obligatorietat de visites pastorals a les parròquies andorranes per part dels bisbes, així com l'obligació per als rectors de cada parròquia de portar llibres de registre de batejos, matrimonis i defuncions. L'interès era tenir controlats els habitants de tots els territoris susceptibles de rebre influència protestant.
A més, s'implantà el Tribunal de la Inquisició a Andorra, perquè era territori català. Segons els manuals andorrans d'història, el bisbe rebé acusacions que apuntaven que els andorrans venien cavalls “luterans”. Acusacions que no devien ser molt verídiques. S'expliquen segurament per remors malintencionats que degueren provenir de la mateixa monarquia hispànica que devia voler controlar Andorra. Tot sabent que alguns dels seus coprínceps eren protestants, degueren probablement fer circular remors com la venda de cavalls luterans.
Amb el pretext el bisbe d'Urgell introdueix el Tribunal de la Inquisició de les Valls. El concepte de Valls es fa servir molt de temps a Andorra per a deslligar-se de Catalunya. Documents d'època més recent, s. XIX aprox., arriben a parlar de Valls Neutres. Hi ha andorrans que van celebrar aquesta decisió, tal com en deixa constància al Manual Digest. El Consell de la Terra entén aviat que vol és un tribunal elaborat per a perseguir qui parli català. emblaria que hauria demanat fins i tot una reducció dels membres al bisbat o la no apel·lació dels sometents a canvi de tributs o privilegis.
Nota: foren els reis catòlics els qui l'establiren a Castella i Aragó sota el nom de Tribunal del Sant Ofici i no fou l'únic regne que utilitzà la Inquisició per a substituir clergues. Portugal també ho feia, fora de les seves fronteres també. Cal imaginar-se que per a imposar-hi el portuguès també.
El rei francès va quedar advertit i l'any 1601 el prohibeix, la qual cosa indica que concep Andorra com a territori seu. Legalment argumenta que:
- la decisió fou presa unilateralment
- i, això, vulnera el règim de coprincipat

Efectivament, el pariatge estableix que tota mena de decisió sobre Andorra s'ha de prendre de manera conjunta entre coprínceps. Llavors, França, a part d'acusar els andorrans de no haver evitat la introducció del tribunal, va autoritzar els veguers i batlles a tractar els delictes de religió mitjançant el Tribunal de Corts. Andorra es dotava així d'una altra institució. Un tribunal poc just perquè serví tribunal inquisitiu a l'ombra. El tribunal fou responsable de la caça de bruixes. Com que es creia que les zones de muntanya eren el refugi natural i lloc de trobada de les bruixes, a Andorra la denúncia per casos de bruixeria fou freqüent.
Al Manual Digest s'hi explica com s'utilitzava la bruixeria per eliminar gent contrària a la “moralitat catòlica”. Canillo i Ordino són les parròquies on més bruixes s'han registrat. Es torturaven i després es cremaven a la “curia” de la Casa de la Vall. El roc de les Bruixes, és a dir, les restes arqueològiques d'escrits prehistòrics de l'Edat del Bronze, si va prendre aquest nom, és precisament perquè es pensava que era allà on es reunien. Un altre possible lloc de reunió fou el Barranc dels Dimonis a St. Julià de Lòria. Els andorrans creien que la vigília de St. Joan era el moment de màxima bruixeria. Pensaven que a l'estany d'Engolasters s'hi concentraven reunions importants de bruixes on hi proliferaven rituals de dansa “desenfrenats” a cos nu donant-se “cops ben forts darreres amb darreres”. Pensaven que si algú s'hi apropava i elles descobrien l'intrús, eren capaces de convertir-los en “gatassos negres”. També es creia que per ser bruixa a Andorra “t'havien de canviar el cor del costat dret” o no haver fet “la migdiada”.
A aquesta persecució s'hi va afegir el fenomen del bandolerisme. Les guerres van provocar fam i misèria entre la població més desafavorida, majoritàriament rural, i Andorra era una societat ruralitzada. La gent va dedicar-se doncs al bandolerisme per sobreviure. La Inquisició fins i tot va acusar protestants de ser bandolers vist que aquests no sempre gaudien de bona fama; es consideraven delinqüents. És molt probable que els bandolers d'Andorra fossin protestants que fugien de la inquisició. Les autoritats andorranes semblen organitzar-se per combatre aquest fenomen.

Els manuals d'història d'Andorra diu que és aquí quan es fa ús per primer cop del “sometent” català, un exèrcit d'homes que havien de protegir el bestiar i les collites. L'any 1583, indicarien les fonts primàries, l'andorrà Jaume Guitar va ser detingut amb una trentena de bandolers més i després condemnat a mort pel Tribunal de Corts tot i haver declarat que “volia tenir una vida més interessant”.

Nota: el règim de sometent o somatent és propi dels territoris de parla catalana. Avui no existeix als Països Catalans. Andorra no posseeix realment exèrcit. La quantitat d'andorrans fa difícil muntar un exèrcit. Tanmateix, s'entén que el sometent és encara vigent malgrat que no s'utilitza mai, si més no això mateix s'ha difós fins ara. Andorra manté acords de seguretat amb països de l'entorn per tal de garantir-se protecció en cas de guerra.

### El Barroc andorrà

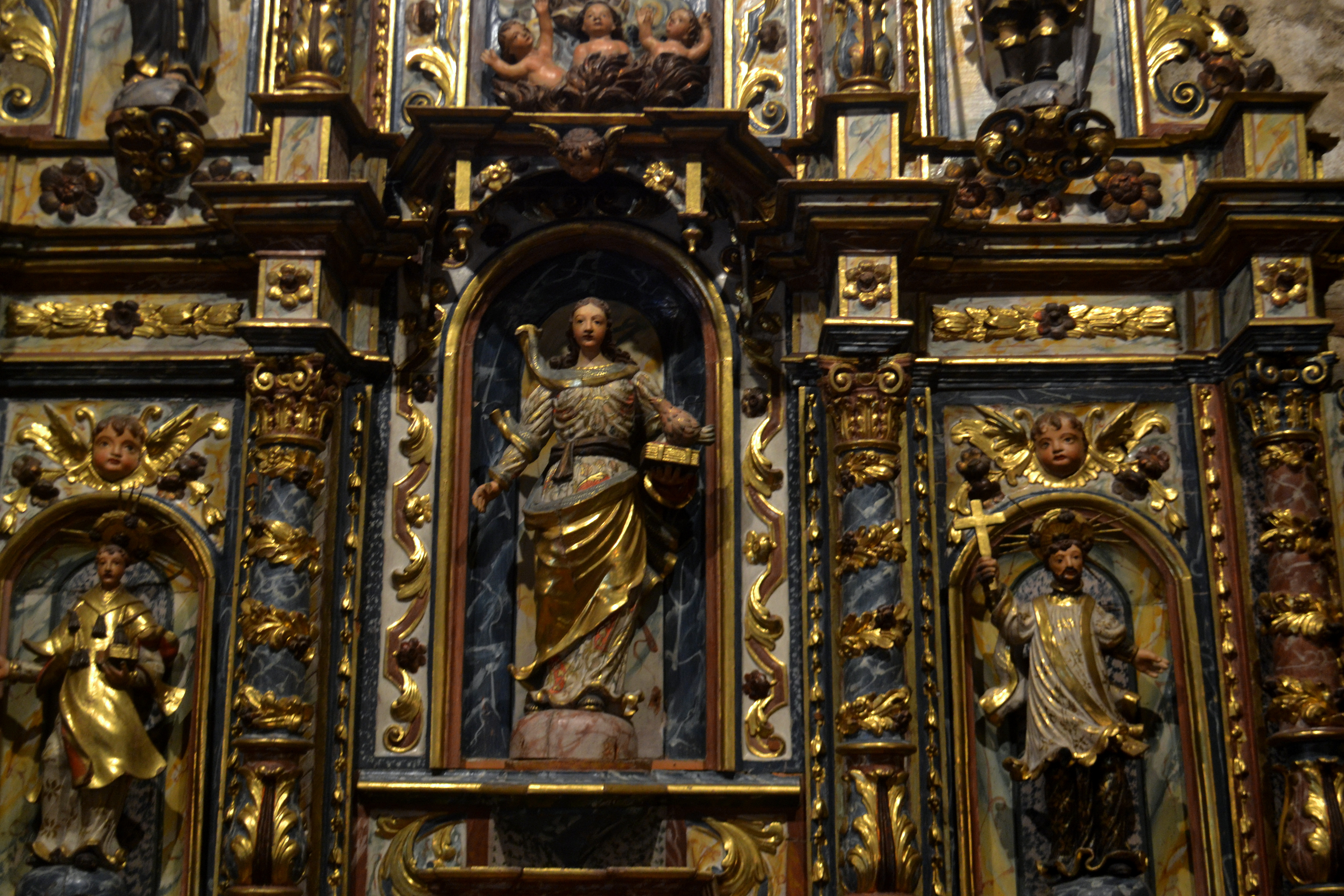
Retaule de l'Església de Sta. Coloma (parròquia d'Andorra la Vella).

És lògic que a Andorra no hi hagi molta innovació artística si seguim bé els esdeveniments polítics.
Pel que fa al Barroc, expressió de la Contrareforma, el territori no va gaudir ben bé ni del renaixement, ni del barroc. L'aïllament de la societat andorrana envers la resta de països va fer que se seguís construint i imitant el romànic. Tot i així, l'enriquiment econòmic del final de l'Edat moderna va portar el país a incorporar retaules a les esglésies romàniques d'Andorra. També l'ampliació d'esglésies ja construïdes amb capelles laterals o canvis als abissos semicirculars que es transformen en quadrats i on se'ls canvia l'orientació. Les esglésies parroquials d'Ordino, Canillo i la Massana en són bones proves. Gràcies a la indústria del ferro s'incorporen reixes.
Els retaules andorrans són de fusta, de petites dimensions i d'estructura d'un sol pla a causa de les mides modestes de les esglésies. El segle xvi els retaules presenten dues tendències: la gòtica (com el retaule de St. Maria d'Encamp) i la renaixentista (com ara a St. Joan de Caselles). El segle xvii algunes esglésies comencen a embellir l'altar major i les capelles laterals amb retaules d'estil barroc (com el retaule de St. Joan Baptista de l'església de St. Esteve). Els temes més representats són el martiri i purgatori, la Passió de Crist, els arcàngels Miquel i Gabriel o Mare de Déu.

## Guerra d'hegemonies a Europa

### Guerra dels Segadors

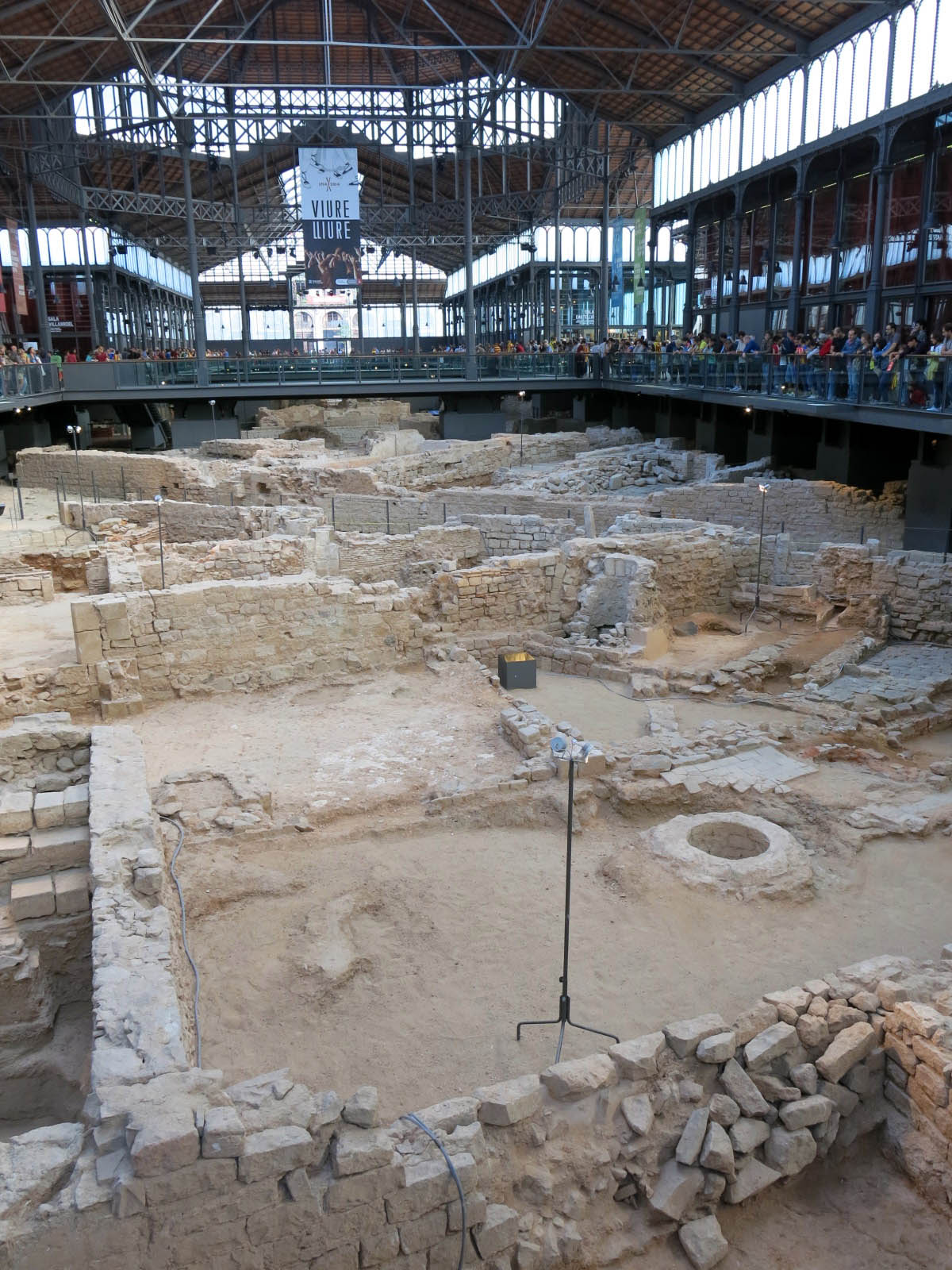
Born Centre Cultural, ubicat a l'antic Mercat del Born, mostra la Barcelona del 1700 i els fets de 1714 en el context de la Guerra de Successió.

Els andorrans van donar suport als catalans perquè se sentien catalans. Tot i el règim de coprincipat, Andorra formava part de Catalunya. Alguns autors remarquen que podia assistir a les Corts Catalanes, d'altres fan saber que dir això és malintencionat. L'assistència o no a les Corts no torna Andorra ni independent, ni dependent. És vasta la documentació que prova que Andorra no era un estat a banda.
Quan l'any 1641 les autoritats catalanes, presidides pel canonge de la Seu d'Urgell, Pau Claris, proclamen rei de Catalunya a Lluís XIII, rei de França, el rei català, en realitat francès, Pau Duran, bisbe d'Urgell i defensor de Castella, ha deixar el bisbat i refugiar-se a Castella. La fugida es tradueix automàticament en la pèrdua de sobirania andorrana, ja que l'any 1642 Lluís XIII usurpa dels drets de Pau Duran. Durant 10 anys el copríncep episcopal no participarà en la política andorrana. Andorra ha de pagar tributs, allotjar i mantenir tropes franceses. Si considerem, però, que Andorra és un estat de facto, allò era una invasió.
La presència d'aquestes tropes fomenta la inestabilitat social al país generant un augment de la delinqüència i no agrada a les autoritats andorranes. També va comportar que França i Catalunya demanessin homes andorrans per reforçar les tropes catalanes i franceses. Tot i així el Consell de la Terra va sol·licitar a Carles d'Àustria la renovació dels privilegis duaners i passaports per poder fer transhumància entre Catalunya i Andorra. Això explica una societat molt collada per la supervivència i els actes que es prenen són moltes vegades en virtut d'això.
Les guerres van afectar severament l'economia del país. Quan Carles d'Àustria atorga els privilegis provoca més tensió entre França i Castella sobre Andorra. Els síndics van haver de declarar-se neutres. Però la situació va continuar així fins a la signatura del Tractat dels Pirineus (1659), on els dos regnes fan la pau, però Catalunya perd la Catalunya Nord que passa a mans franceses. En aquest tractat s'hi juga d'alguna manera l'esdevenir d'Andorra. L'actual país era una regió més de Catalunya amb un pariatge que és un contracte habitual i que retrobem a altres indrets d'Europa, sense que això constitueixi cap mena de dret a part de cap estat a banda. França ocupa durant la guerra el territori que abraça des del Llavorsí, la Seu d'Urgell, Berga, Vilafranca de Conflent, Perpinyà, Roses i Sant Feliu de Guíxols. Per tant, ocupa Andorra i és tota aquesta franja de territori que es disputa contra Castella durant les negociacions del Tractat dels Pirineus. França volia fer-se amb tota aquesta franja i argumenta durant les negociacions que allò és frontera natural seva. La teoria de les fronteres naturals és primordialista. És retòrica a favor de les ambicions imperials de França, perquè en efecte, de resseguir aquesta teoria, totes les fronteres de Carlemany haurien de ser actualment territori francès. En tot cas, França vol annexionar-se aquesta franja i això inclou Andorra, la qual ja havia rebut privilegis en forma de franquícies per tal de tenir els andorrans del seu bàndol. S'anomena aquesta manera de fer, «divideix i venceràs». Màxima romana que s'acaba aplicant al tracte final. El Tractat dels Pirineus de l'any 1659 annexiona el Rosselló, però deixa la resta de territori que havia estat ocupat durant la guerra a mans de Castella.
Andorra es deslliura de ser annexionada per França, però aquesta continua reivindicar-la, així mateix s'aprecia a la Guerra de Successió Espanyola. Per aquest motiu Andorra queda estalviada, però manté el règim de coprincipat. És una forma de trobar algun recolzament per tot seguit poder procedir a una annexió sencera. Hi regna el divideix per vèncer. Citacions del mateix rei permeten avui dia albirar que l'actitud del monarca francès sobre Andorra de mantenir-ne el pariatge tenia a veure amb la seva intenció de fer-se amb el territori català. La franja ocupada durant la guerra segueix el relleu dels Pirineus, però les ambicions de França són d'anar molt més enllà. La teoria de les fronteres naturals simplement no se sostenen, sobretot perquè a l'altra punta del regne, més al nord, a Flandes, les ambicions són exactament les mateixes. D'aquesta forma Holanda obté la independència, però el territori flamenc li és esgarrapat. La frontera neerlandesa és cultural, però el ròssec del temps ha demostrat que és la menys conflictiva. Això França no vol pas entendre-ho, Flandes i Catalunya són dues forces motores per a l'economia i el regne volia annexionar-se'ls. D'aquesta manera s'inventa la teoria de les fronteres naturals.
Al final de la guerra França represalia Andorra. No va dubtar a imposar fortes sancions econòmiques als andorrans sota pretext que havien deixat passat guerrillers per territori andorrà en direcció a la Catalunya Nord. El Consell de la Terra demanà crèdit als focs més adinerats per pagar les sancions. Catalunya ha perdut la Guerra dels Segadors i és sotmesa a fortes sancions. Portugal es veu obligat a continuar batallant. França que és enemiga dels Habsburg, vol dividir la Península ibèrica i concedeix finalment la independència a Portugal. La qüestió en aquest cas té relació directa amb Anglaterra, enemic de les ambicions colonials franceses. Anglaterra ja vol un Portugal independent perquè d'aquesta manera pot vorejar tota la costa atlàntica amb els seus vaixells sense ser intimidada pels castellans. L'objectiu de la corona anglesa és poder apropar-se a l'estret de Gibraltar per on hi passa obligatòriament el comerç marítim europeu. És simplement un acord que no incomoda a cap de les dues parts. França divideix el territori hispànic, Anglaterra es procura una defensa per al seu comerç. Mentrestant, el Principat de Catalunya retorna l'autoritat al rei castellà, Felip IV, i Joan Manel d'Espinosa, bisbe de la Seu d'Urgell, recupera el seient restablint el coprincipat. Restablert, certament, però ni Castella ni França consideren que Andorra sigui cap país a banda. És una mena de protectorat amb què miren de disputar-se la franja entre el Rosselló, la Vall d'Aran, la Seu d'Urgell i Sant Feliu.

#### Ramaderia: definir les fronteres
La ramaderia andorrana es caracteritzava per l'explotació ovina que comporta la transhumància. Els ovins havien de ser traslladats al fons de la vall durant l'hivern i després cap al cim durant l'estiu. És aquest trasllat que rep el nom de transhumància; i per al país va ser de vital importància. Entre els segles xvi i xvii es van signar diversos tractes entre algunes parròquies i comunitats veïnes sobre el dret d'explotació de les terres frontereres entre Andorra, Catalunya i França. Això indica que la transhumància també devia de ser aprofitada per definir per escrit les fronteres andorranes -també servia per traficar amb tabac. De vegades van acabar en disputes com va ser el cas de la Solana del Pas de la Casa. El litigi va enfrontar els pobles francesos de Merens i Ospitalet amb les parròquies andorranes de Canillo i Encamp. Les parts implicades han anat signant al llarg dels segles diverses concòrdies.

### Guerra de Successió Espanyola
A la Guerra de Successió Espanya els mateixos escenaris de la Guerra dels Segadors es reprodueixen. Els andorrans se senten catalans i donen suport als territoris de la corona d'Aragó-Catalunya perquè són catalans. Això vol dir que col·laboraren en contra del regne de Castella. A les dues bandes, Catalunya i Andorra, se sabia perfectament quines podien ser les conseqüències d'una successió dinàstica en mans dels Borbons. Els andorrans simpatitzen doncs amb l'arxiduc Carles d'Àustria o Carles III.
Nota: en ésser un territori minúscul molta historiografia estrangera considera que Andorra donà suport a la monarquia absolutista de Lluís XIV. Però això no fou així. En aquella època el territori andorrà és altament contestat per Castella i França. Les corones es disputen la franja que va del Rosselló, Sant Feliu, la Seur d'Urgell, Andorra i la Vall d'Aran. Castella qüestiona doncs el règim de coprincipat. França sap que consentint-se coprincesa manté un territori no ben bé seu, però tutela amb què hi pot prendre decisions. 
L'any 1714 l'arxiduc és proclamat emperador de l'Imperi austrohongarès i es veu obligat a renunciar al tron de la corona caralanoaragonesa. Anglaterra retira el suport i Barcelona és assetjada i ocupada per les tropes de Felip V de Borbó, fet que posa fi a la guerra. L'11 de setembre Barcelona capitula. Avui la data ha esdevingut el dia nacional de Catalunya, és a dir, la Diada de Catalunya. L'any 1716 Felip V promulga el Decret de Nova Planta als territoris catalans pel qual s'aboleixen les institucions i la sobirania del Principat de Catalunya. A més, el decret elimina el dret a parlar, escriure o llegir en català i imposa el castellà com a única llengua. Andorra viu aquesta situació amb recel, ja que els andorrans simpatitzaven amb Catalunya, són part de Catalunya i pateixen per la disputa que Castella i França lliuren sobre tot el Pirineu. És en aquest context polític que sorgeixen el Manual Digest, el Politar Andorrà i els Llibres de Privilegis.
Andorra ha vist com Catalunya perdia la seva sobirania i com l'imposen un rei, unes institucions i una llengua que no li són pròpies. Són decrets vigents a Andorra, perquè legalment, forma part de Catalunya. Per mirar d'estalviar-se aquestes imposicions, que perjudiquen enormement la seva economia, el Consell de la Terra andorrà fa passes. Això vol dir que tot producte que entrés a Catalunya, sigui andorrà o estranger, havia de pagar una taxa del 10% sobre seu valor. Era un perill per a l'economia andorrana perquè vivia de les franquícies, atorgades per França amb la fi de tenir aquesta porció del territori català a favor seu.

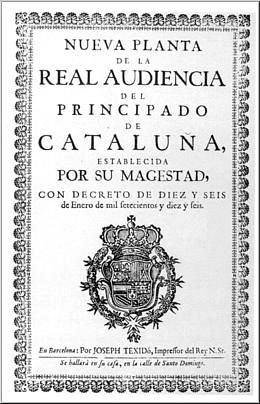
Portada del Decret de Nova Planta.

El Consell de la Terra inicia negociacions on fa valdre l'argument que Andorra era neutral i que els esdeveniments a Catalunya no tenen connexió amb Andorra. És a dir, intenta fer creure que Andorra ja és un estat a banda d'ençà els Pariatges. El regne de Castella hi acaba donant raó amb la Sentència de Manutenció que anul·lava aquest 10% exclusivament sobre els productes andorrans. És a dir, amb la sentència, els Decrets de Nova Planta no s'apliquen a Andorra i de cara al Consell General, això vol dir que el regne de Castella reconeix que existeix un estat a banda. No el reconeix, però emet la Setnència de Manutenció per tal de dividir i, així, vèncer. Alhora França és coprincesa d'Andorra i no acceptaria pas una aplicació dels Decrets de Nova Planta perquè considera Andorra territori seu i, d'aplicar-los, Castella trepitjaria sobre la sobirania francesa. Andorra queda des d'aleshores en un buit legal. No és castellana, però tampoc no és francesa. És catalana, però ni França, ni Castella volen entendre-ho així i, el Consell General, potencia la situació per deslligar-se voluntàriament de Catalunya amb la fi d'estalviar-se problemes sobre la seva economia.
L'estratègia andorrana tingué la sort de trobar-se amb un bisbe copríncep i no disposat a perdre el seu càrrec. Cal tenir present que rep imposts i és representant legal d'una regió amb què guanya, més que perd, per la cobdícia entre Castella i França. Aquest assumeix els arguments del Consell General:
- Andorra no és Catalunya en virtut dels Pariatges
- Andorra es mantingué neutra

Per convèncer el monarca hispànic els andorrans envien una delegació a la cort amb formatges. Se'n diu fer l'andorrà, afalagar el monarca, fer que se senti important. El monarca es veu complagut i cedeix. França uns anys després confirma la sentència. Andorra esdevé un Estat, d'estatut encara qüestionat, però de facto a banda.
Paral·lelament, l'any 1748 el Consell General demana la redacció a Antoni Fiter i Rosell del Manual Digest. És un memoràndum sobre l'origen històric d'Andorra i de la seva situació jurisdiccional per tal de dotar de coneixements i arguments als polítics andorrans. La intenció és evitar la ingerència castellana i francesa. S'ha arribat a qualificar el manual de maquiavèl·lic en termes del llegat deixat per Maquiavel. Es va amagar durant molt de temps i imposar la doctrina de la desinformació. El poble andorrà no és informat ben bé d'allò que succeeix. Es manté un parlament reduït, informat, però de difícil accés, per tal de poder mantenir el tracte sorgit de la Sentència de Manutenció com està mitjançant una diplomàcia escollida i formada a dit.
El memoràndum es compon de 6 llibres en què es descriu la geografia, història, institucions d'Andorra, càrrecs polítics, justícia,... Hi apunta els usos, costums i privilegis i conclou amb una sèrie de màximes. La màxima és una sentència que conté un precepte moral, proposada com a regla de conducta. És aquesta mateixa la que serveix per formar els polítics andorrans. 
Les màximes del Manual Digest són la clau perquè diuen als polítics andorrans com s'han de comportar. Resumidament totes visibilitzen els fets següents:
- els andorrans són catalans en tenir tots els trets que els fan catalans
- tenen un règim de pariatge que pot servir per argumentar que no són catalans
- els polítics sempre han de fer-se l'andorrà

El refrany català de fer-se l'andorrà és una forma per descriure la particular neutralitat andorrana. Es fa andorrà aquell que se'n va a veure el rei de França per dir-li que és molt gran i majestuós. Tot aprofitant, li regala alguns formatges i li diu que hauria de conservar els pariatges. Tot seguit, aquell que es fa l'andorrà se'n va a Madrid a dir-li que no li agrada França i que el rei hispànic és el més gran i majestuós. S'apressa al mateix temps de dir-li que és important de conservar els pariatges. I, en això mateix, va consistir l'estratègia del Consell de la Terra perquè Castella no imposés els Decrets de Nova Planta.
Nota: Andorra evoluciona a partir de llavors com la Catalunya independent que hauria d'haver evolucionat si no hagués estat annexionada a Castella. Catalunya per la seva banda evoluciona d'una altra manera. El a Andorra català no hi és prohibit explícitament però per no incomodar les dues corones veïnes els andorrans aprenen les llengües dels veïns. Enforteixen les seves institucions i de cara a l'exterior es comporten com a Estat independent encara que ni França, ni Castella els reconegui aquesta independència.
El Manual Digest deixa constància de la inquietud sobre l'actitud centralitzadora de Castella i França. També diu clarament que Andorra és catalana. Més endavant, Antoni Puig decidí continuar la tasca del Manual Digest i escrigué el Politar Andorrà que es vol una continuïtat del Manual Digest. Al Politar Andorrà també s'hi pot llegir que els andorrans eren catalans fins que hagueren de fer servir l'estratègia posterior a la desfeta de Barcelona.
El Manual Digest incita els polítics andorrans a fer prova de servilisme de cara a Lluís XIV: "el major, el més magnífic, el més poderós, el dels millors consellers, el de més gran cor, que s'ha conegut al món, després del rei Salomó, i ho dic com ho sento, sense cap mena d'hipèrbole".
La Sentència de Manutenció, el Manual Digest, el Politar Andorrà i el Llibre de Privilegis són simplement una forma d'autodefensa que ha portat Andorra a establir-se com a país sobirà a finals de segle xx. Es tracta en realitat de donar una lectura diferent a un esdeveniment que repercuteix de manera igual a tots dos bàndols. Bàndols que són al cap i a la fi iguals. És a dir, Andorra no era un país o un territori a part en aquesta època. Fet que explica que ningú la convidés a signar el Tractat dels Pirineus. Però en l'òptica de reinterpretació, Andorra havia de ser convidada i no ho va ser. Per tant, tal com reiterava el copríncep episcopal als borbons: "l'abolició dels privilegis de Catalunya no tenen cap mena de connexió" amb Andorra.
Les dues obres han estat d'importància capital, ja que no només reflecteixen la preocupació andorrana pel Decret de Nova Planta, sinó que a més van servir de referència a les autoritats del país durant molt de temps. Una altra obra, datada del 1674, complia els principals privilegis concedits a Andorra. Es tracta de Llibres de Privilegis que són dos llibres en què s'hi recull els privilegis andorrans atorgats pels reis aragonesos i els drets concedits pels comtes de Foix. La intenció era crear jurisprudència escrita, un manual que serveixi d'ensenyament als polítics andorrans.
A banda d'aquestes tres obres hi ha l'estratègia de viure totalment aïllats de l'exterior per tal de passar desapercebuts a l'exterior. No interessa pas que la resta del món sàpiga que succeeix a Andorra. França se serveix d'això mateix a les dècades següents per tal que la diplomàcia andorrana faci estralls rere les càmeres i eviti tota secessió catalana.

#### Fixar les fronteres: el tabac, primera droga de la globalització

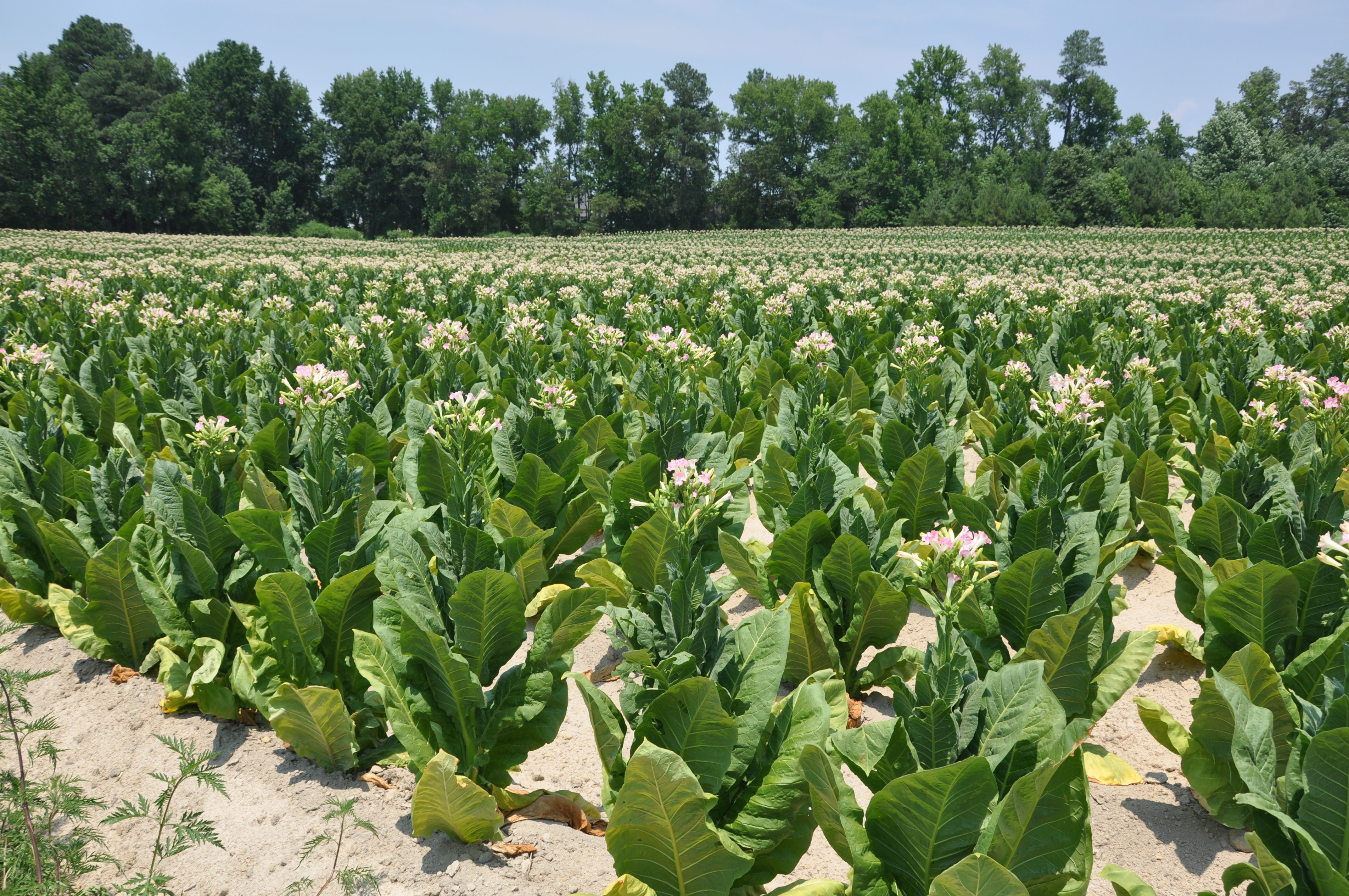
Terreny de cultiu de les fulles del tabac.

El tabac fou descobert inicialment per Cristòfor Colom en arribar a Cuba l'any 1492. El rei hispànic Carles Vè n'és informat el 1497 i mercès a l'ambaixador francès de portugal, Jean Nicot, s'introdueix a França i a Itàlia. L'ambaixador el recomana a Catalina de Mèdici per alleugerir els seus dolors provocats per cefalees. La reina sembla haver-se desfet dels dolors i d'aquí el producte agafa embranzida a Europa. Esdevé etiqueta per a les corts monàrquiques europees. És, això no obstant, un producte ja força estès a Amèrica quan el descobreixen els europeus. Prové dels Andes i l'utilitzaven maies com asteques amb finalitats religioses, medicinals, de plaer, guerra, entre d'altres. A Europa s'hi divulga les seves suposades propietats curatives i per això mateix, quan és introduït a l'Àsia, viatja des del Japó a la Xina. En trobarem a Dinamarca, Finlàndia, Suècia, Suïssa, Flandes, Anglaterra o Rússia.
No fou del tot acceptat inicialment per part d'alguns corts europees. A Anglaterra s'acaba considerant una planta nociva i el papa Urbà VII n'ha de prohibir el consum a les esglésies a través d'una butlla. A la Xina s'arriba a matar com a sanció mentre que a Europa l'Església catòlica tria excomunicar la població. L'expansió del tabac el torna en la primera droga global perquè era una planta que aportava més guanys que el sucre o el caco, si hem de refiar-nos dels relats d'època. A banda de no necessitar despeses importants, podia cultivar-se en terrenys ni molt húmids, ni molt secs, com ara Andorra o el sud d'Espanya. Els Estats Units eren el territori que més en produïa al segle xviii i llavors s'havia estès als Països Baixos, el Sacre Imperi Romanogermànic, Romania o Sèrbia. Els turcs el cultivaren a Tràcia. A la península ibèrica se n'arribà a cultivar un 4100 grams l'any.
Per tot plegat França i Espanya en fan un monopoli estatal colonial i això topà amb Andorra que l'introdueix, segurament, per la popularitat de què gaudeix a Europa, però, de ben segur, pels guanys que devia de generar. A partir del segle xvii les monarquies veïnes van començar a controlar-ne l'entrada, sortida, cultiu i venda, ja que representava una font d'ingressos públics important. A França en foren responsables el cardinal Richelieu i el ministre Colbert. La primera notícia escrita sobre tabac a Andorra data de l'any 1692 en què el Consell de la Terra va prohibir els seus membres de fumar durant les reunions, tal com recriminava paral·lelament el papat. No obstant això, diferents autors situen el cultiu de tabac a Andorra cap al segle xviii, i d'altres cap al principi del segle xvii. Aquest nou element aportà noves fonts de riquesa a una àmplia capa de la població. Les pressions successives de la monarquia hispànica van portar el Consell de la Terra a prohibir-ne el cultiu en diverses ocasions durant el segle xviii. Tot i així els andorrans no van deixar de cultivar-lo. Això va comportar una sèrie de decrets i ordres per part del Consell de la Terra en què es reclutava gent armada per arrencar les mates, capturar i condemnar els contrabandistes; especialment estrangers, molts dels quals desertors de l'exèrcit hispànic. Les fires i mercats van esdevenir per als andorrans un bon element per la pràctica del contraban.
Políticament, es podria dir que és gràcies a aquest contraban que Andorra es nodreix d'un verdader marc legislatiu i jurisdiccional propi. Tot ajudant-se dels Pariatges, el Consell de la Terra mira de negociar a banda i banda per obtenir franquícies i privilegis tributaris. En haver-hi una figura coprincipal, com la francesa, així com una vertadera rivalitat entre els Habsburg i la monarquia francesa, devia de ser una escletxa utilitzada amb força recurrència per obtenir-ne exempcions tributàries. Aquestes devien de fer viure l'economia andorrana. El tabac és doncs una font legislativa important per a Andorra. El territori, que no és reconegut com a Estat ni per Madrid ni per París, cobejat per totes dues, inserit dins la corona catalanoaragonesa, es nodreix d'aquesta manera de tot un marc legislatiu basat en els usos i costums. Durant la dècada dels 1980, el parlament i govern andorrans se'n serviran per argumentar que Andorra posseeix Constitució no escrita i per això, té dret a ser reconeguda com a estat independent a nivell internacional.
Per una cosa o per l'altra, Andorra es torna en el paradís fiscal de l'època i el tabac, l'opi de l'Edat Moderna. Cobejat i legislat arreu, Andorra constitueix un punt de fuga al vell mig dels Pirineus i això no agradava les monarquies europees, les quals miren de controlar-lo i fer-ne un negoci a escala estatal. I és que el tabac acaba sent utilitzat als Estats Units com a font d'esclavatge.

### Sortir dels usos i costums

#### Manual Digest, obra il·lustrada o maquiavèl·lica?
Els diferents corrents artístics i polítics de l'època moderna a Andorra arriben de manera desigual. És per aquest motiu que l'art a país fou molt discret, amb poquíssims canvis. Políticament parlant, les idees de la Il·lustració franceses es veuen reflectides en la necessitat de recopilar la història, la geografia, les tradicions i la forma jurídica del país. Mostra d'això és la redacció del Manual Digest i el Politar Andorrà. Els andorrans van utilitzar doncs la tècnica de l'Enciclopèdia dels phylosophes per protegir-se de les conseqüències derivades de la Guerra de Successió. Ara bé, hi ha una diferència entre els il·lustrats i els andorrans que utilitzen un to conservador i religiós en aquests reculls. A més, no ho fan perquè vulguin imitar la Il·lustració. Els llibres poden ser considerats com a art.

#### La Casa de la Vall

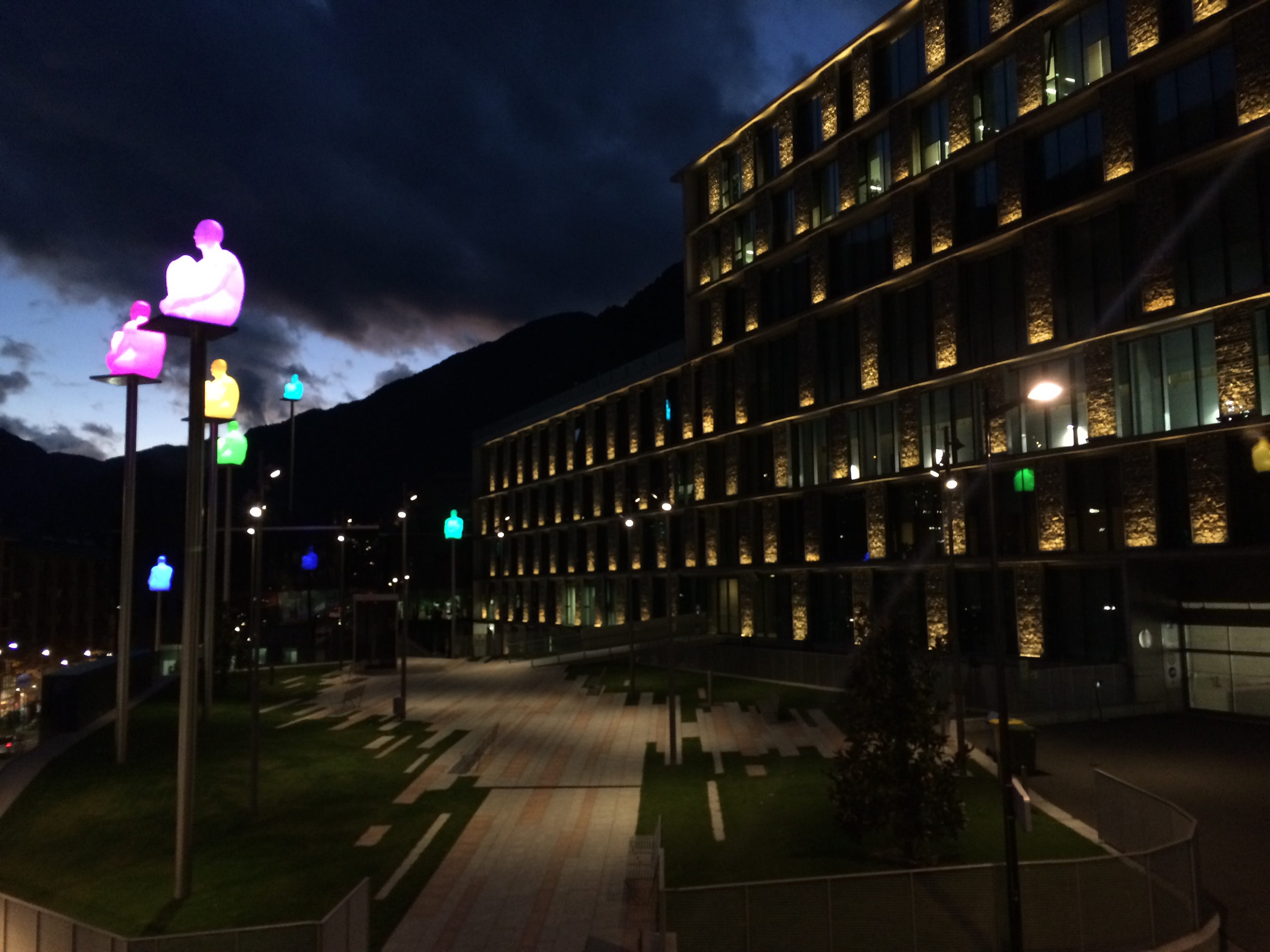
Els 7 poetes, inaugurats l'any 2014. Situats davant del Consell General, per sobre del Comú d'Andorra la Vella. Són obra de Jaume Plensa.

Les reunions del Consell de la Terra es feien tot sovint després de la missa als porxos de les esglésies, tal com s'ha vist a l'edat mitjana. Les reunions van seguir fent-se als porxos. Però, les tempestes i mal temps, propis d'un paisatge muntanyenc com és l'andorrà va forçar el Consell de la Terra a comprar l'any 1702 la casa de la família Busquests, avui coneguda amb el nom de “Casa de la Vall”. L'edifici es transforma doncs en la seu del parlament andorrà pels segles venidors.
L'any 1580 Antoni Busquests va fer construir l'edifici per a casa particular. La família Busquets hi va viure fins que al principi del s. XVII va morir l'últim membre de la família, que era capellà. És una casa de planta, gairebé quadrada, de 17 m d'amplada per 22 de llargada, amb dues parets metres gruixudes, que arriben fins al sostre. A la dovella central de la porta hi ha l'escut de la família Busquets, i a sobre l'escut d'Andorra amb la inscripció Domus Conilii Justitiae Sades, que vol dir “Casa del Consell i la Seu de la Justícia”. Efectivament, la casa va servir tant de parlament, com de justícia vist que les bruixes se les cremava a la “curia” de la mateixa casa.
L'edifici consta de tres pisos. Al primer pis hi trobem la Sala dels passos perduts, que servia de menjadors pells consellers i d'avantsala a la sala del Parlament. És per aquest motiu que se l'anomena així, perquè tot allò que s'hi parlava era perdut, vist que era a la sala del Consell General on es prenia finalment les decisions. A la sala del Parlament també hi ha un altar perquè antigament abans de procedir a les sessions parlamentàries, els consellers resaven a Déu. D'ençà de l'aprovació de la constitució no s'ha tornat a pregar abans de les sessions. No obstant això, sí que es fa sonar una campana situada a la part del darrere de l'hemicicle, que és la que dona per començada la sessió. S'hi pot trobar, igualment, una sala de sindicatura i una cuina. El mal temps feia que els consellers haguessin de quedar-se diversos dies a la Casa de la Vall perquè la neu els aïllava de la resta del país i no podien marxar cap a casa seva.
Finalment, el parlament andorrà té diversos elements arquitectònics destinats a la seva defensa. S'hi poden trobar torres, talaies o una petita torre circular i set matacans. Endemés, a dins de la casa, just a dins del parlament hi ha un armari, “l'armari de les set claus” on els consellers guardaven les lleis sota set claus, d'aquí el nom. Ara bé, al principi era l'armari de les 6 claus, ja que cadascuna representa una parròquia i Escaldes-Engordany es va independitzar molt més tard. Aquest armari va guardar durant molt de temps el pariatge del país.
L'edifici, però, ha sigut abandonat i actualment el Consell General es reuneix a la nova seu situada just davant de l'antiga casa. Va ser el 2011 quan es va fer la mudança, tot i que encara se segueixen celebrant reunions a l'antic edifici. Aquests, però, ja només són reunions d'inici de curs parlamentari quan s'acaba d'elegir el nou parlament després d'eleccions. En sortir de la sessió s'hi pren, normalment, la fotografia de “família” de tots els consellers amb les vestimentes típiques de l'època moderna i tot seguit s'inaugura la legislatura a la nova seu. L'antic edifici serveix de museu per a la resta del temps. D'altra banda, sigui en l'antic com al nou edifici, a cada extremitat de l'hemicicle els parlamentaris hi col·loquen la fotografia dels dos coprínceps corresponents a la legislatura en decurs.
Per acabar, l'any 2014 es va inaugurar la col·locació de "els 7 poetes", una obra de Jaume Plensa, davant del parlament mateix. L'obra són 7 escultures en forma de 7 homes que en realitat són 7 torxes que decoren el parlament andorrà. Fou cedida al Consell General per Ramon Cierco i actualment l'obra hauria de quedar-se exposada durant uns sis anys. Si al final d'aquest període es renova el temps d'exposició, és molt probable que esdevingui un símbol més i element indissociable del parlament del país. Les escultures, a més, han estat col·locades sobre la Plaça Llídia Armengol, la dona que va lluitar per l'educació andorrana, fent de la plaça un homenatge a la dona. En aquest sentit, s'ha de remarcar que durant la legislatura del 2011-2015, el parlament aconseguí la paritat de manera espontània. Així el parlament andorrà és l'únic parlament del món que ha aconseguit la paritat dins l'hemicicle de manera espontània i sense cap llei.

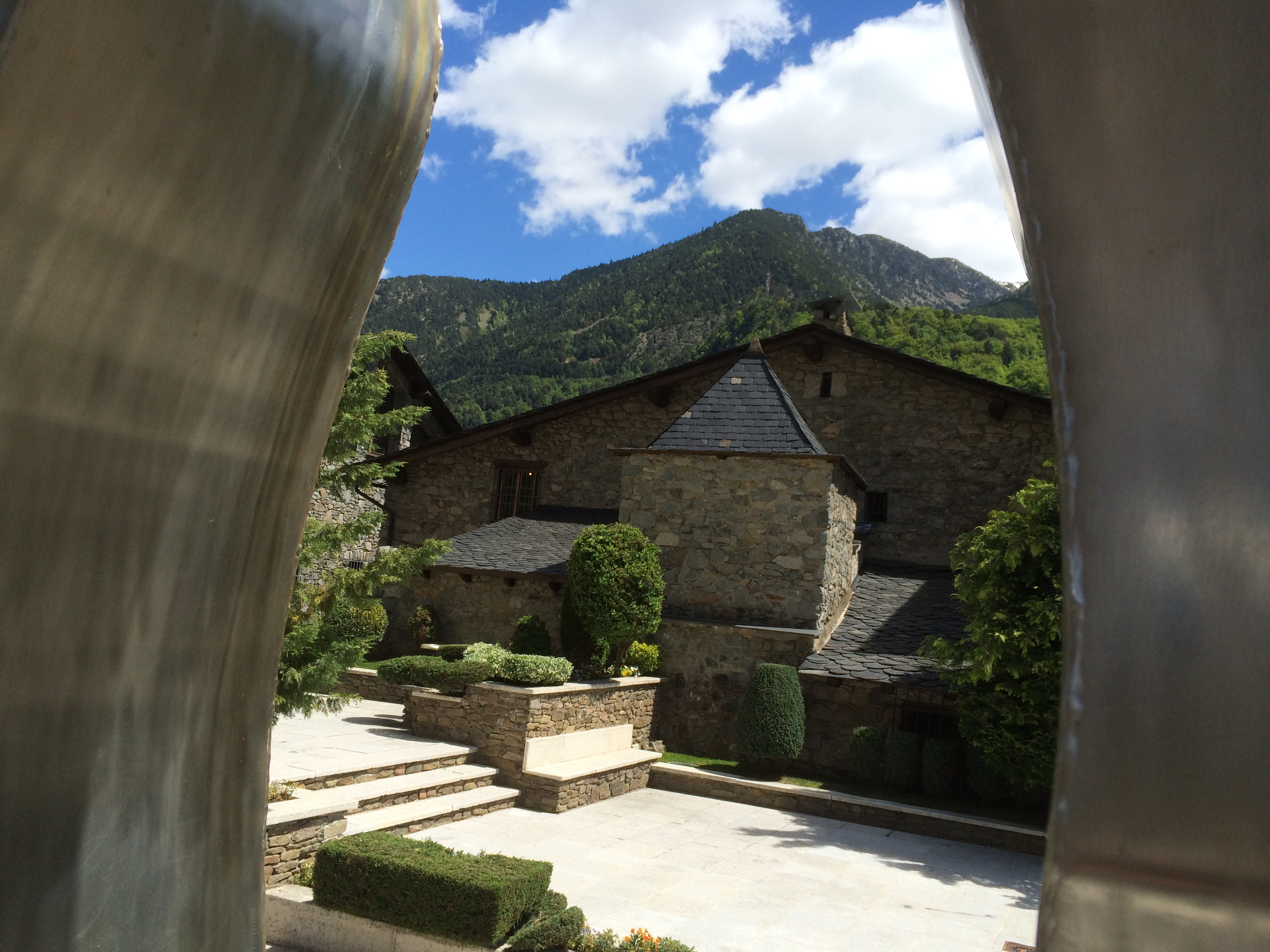
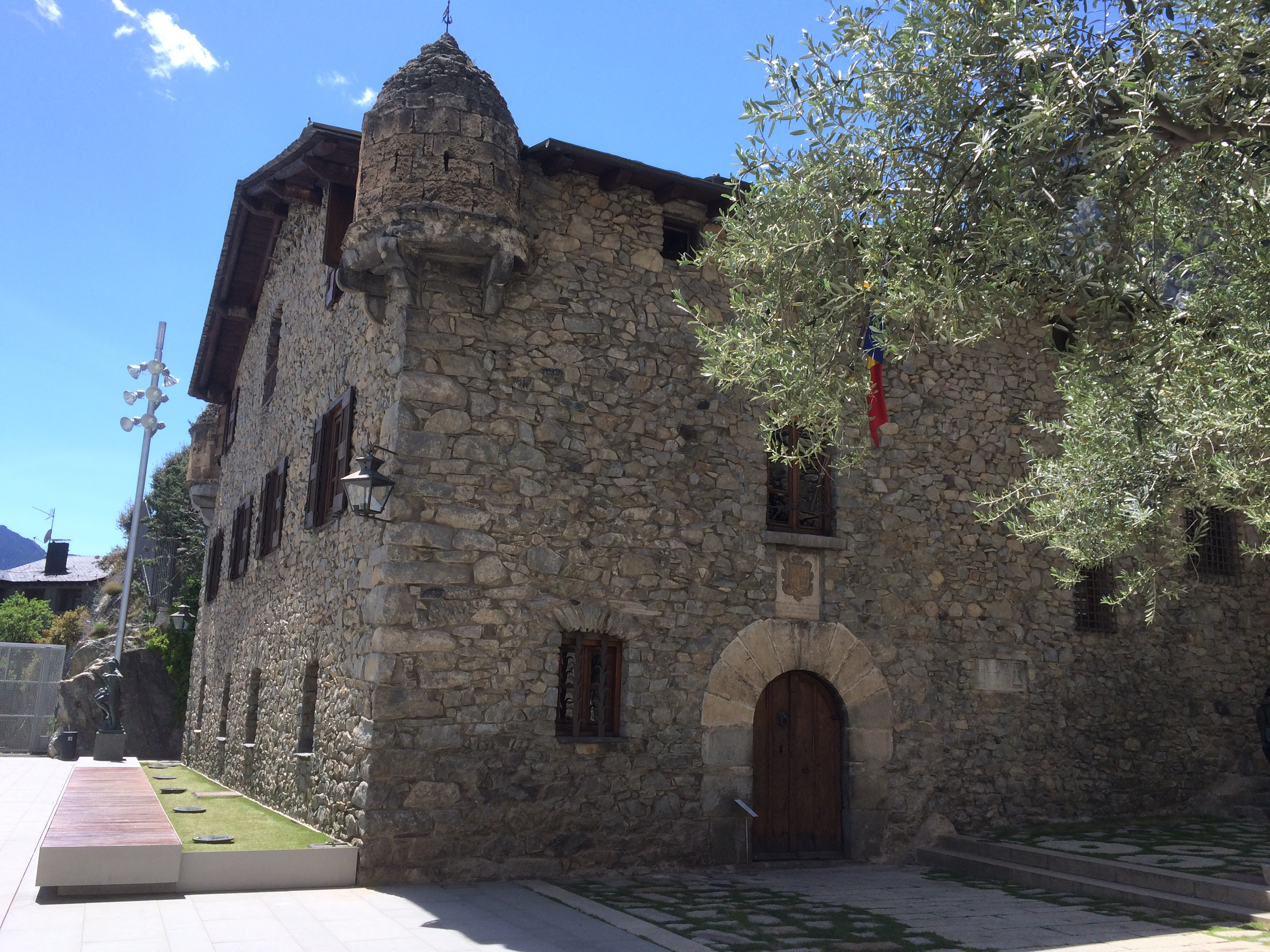
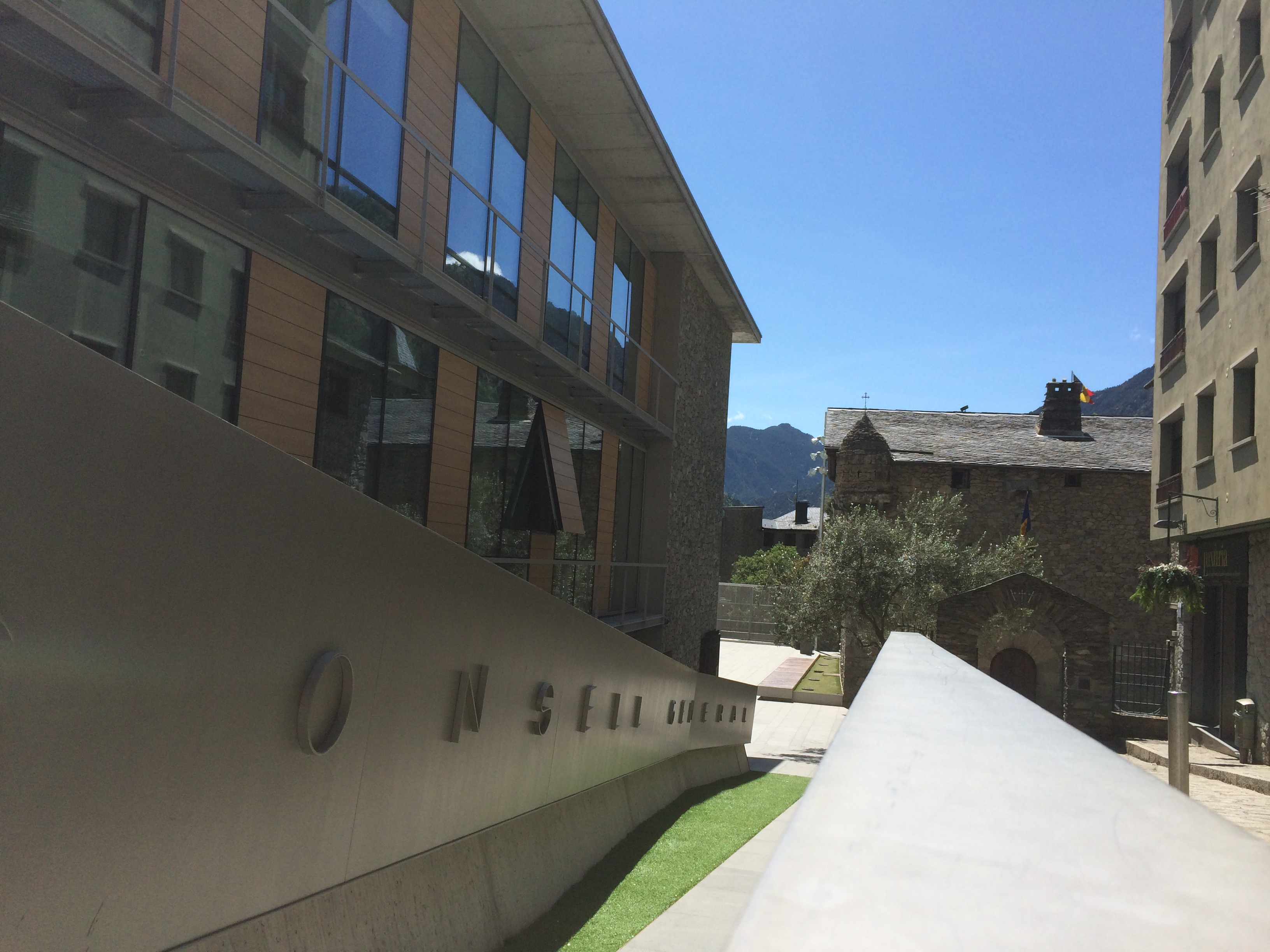
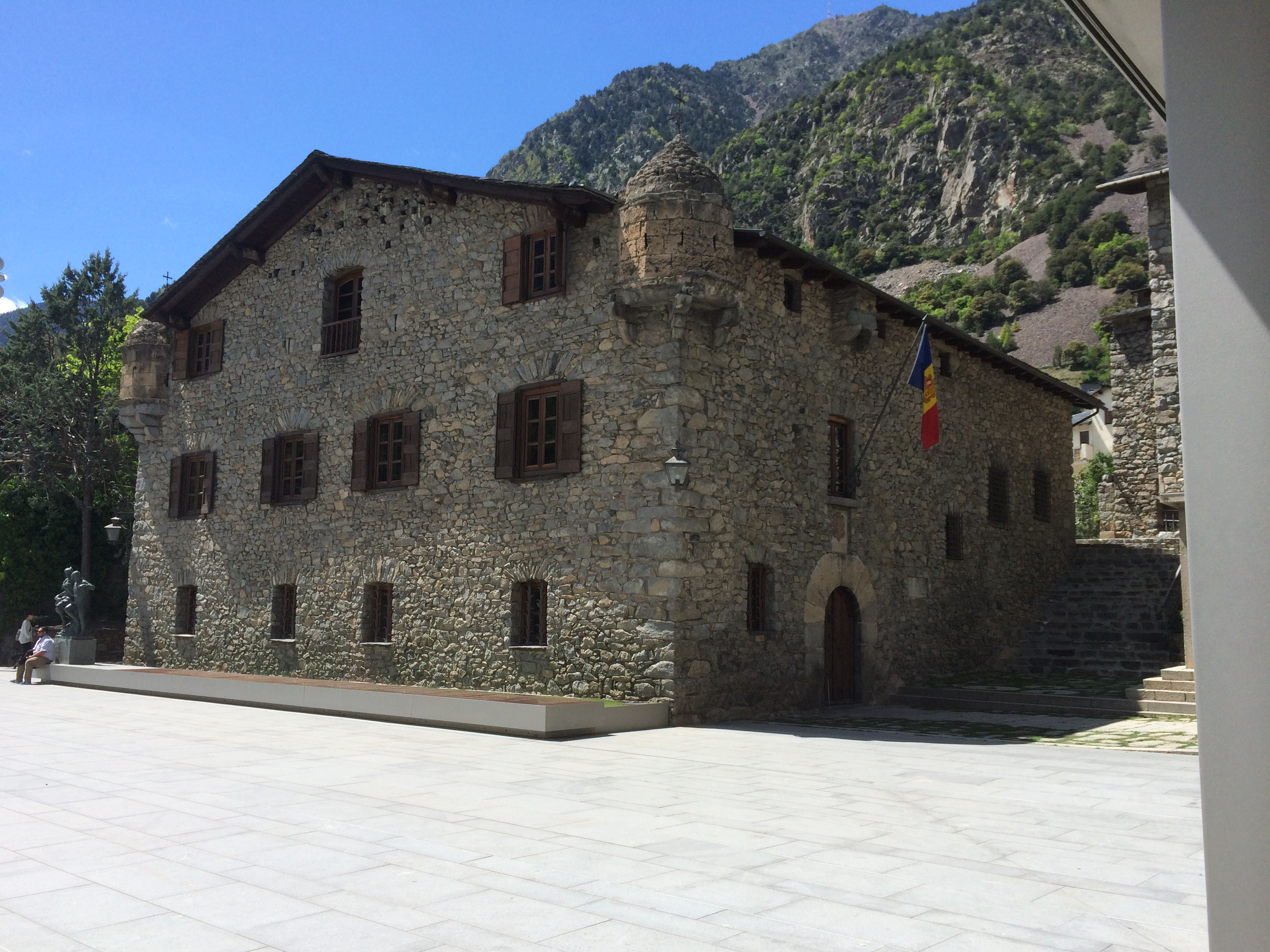
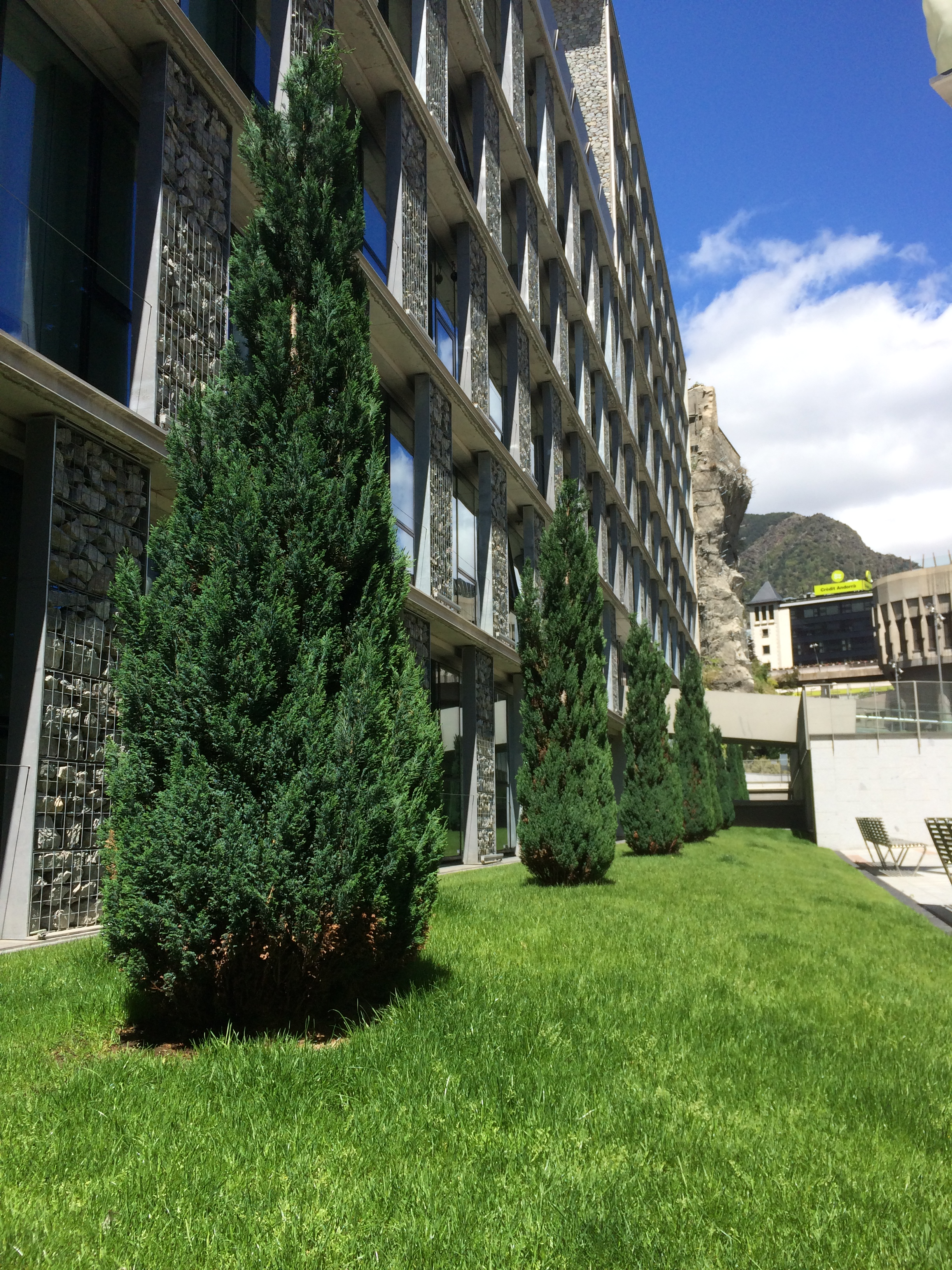
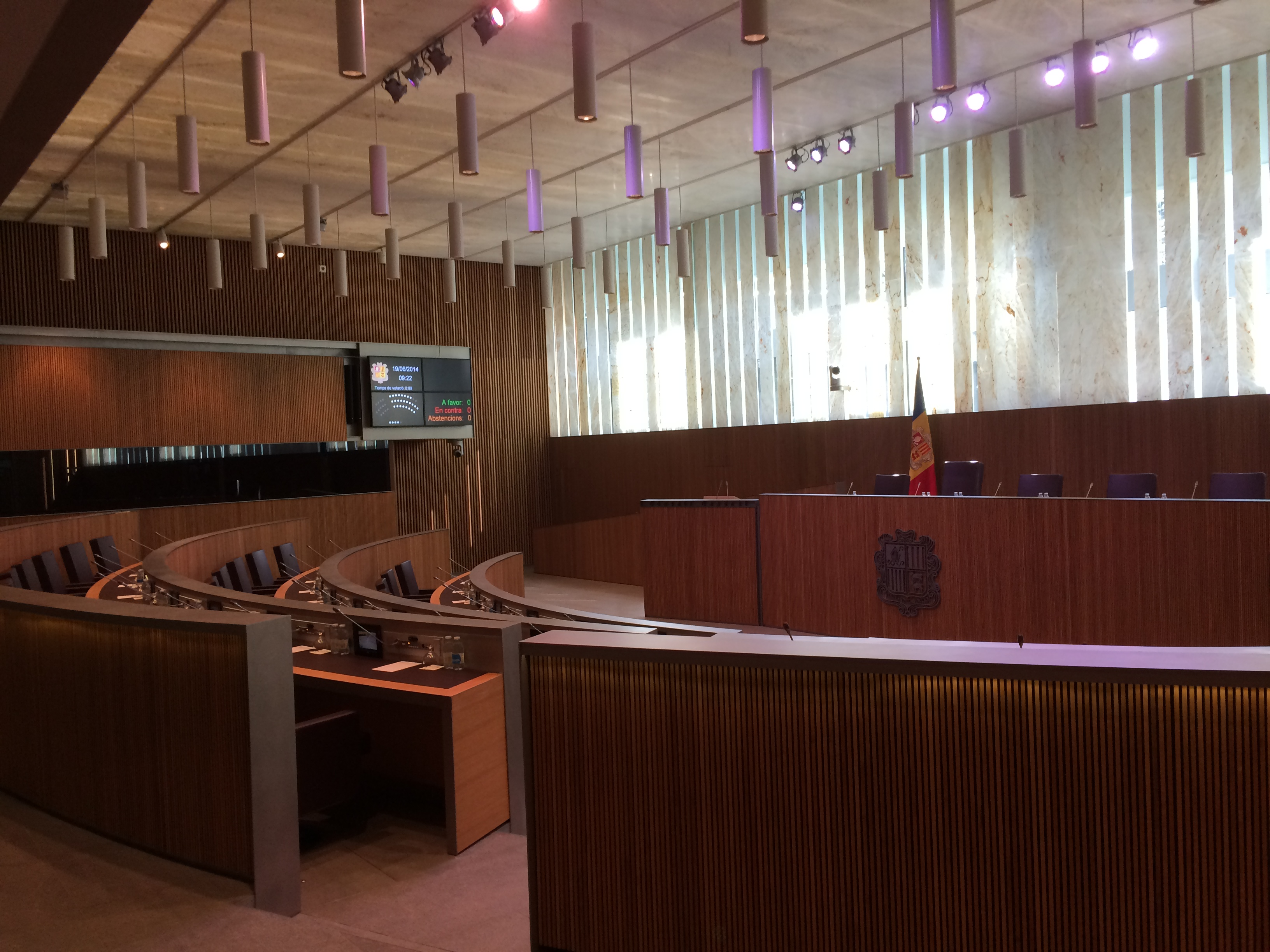
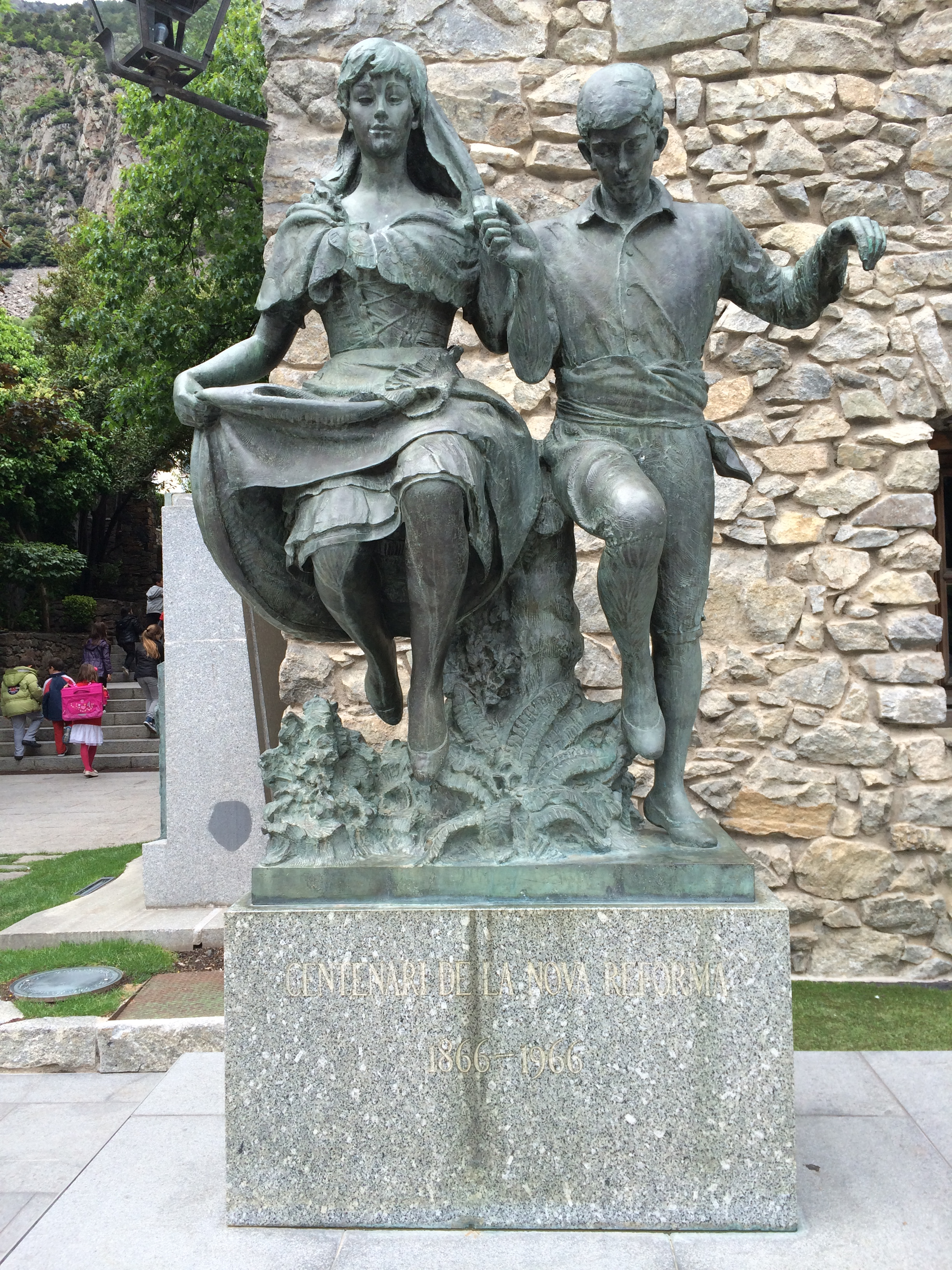
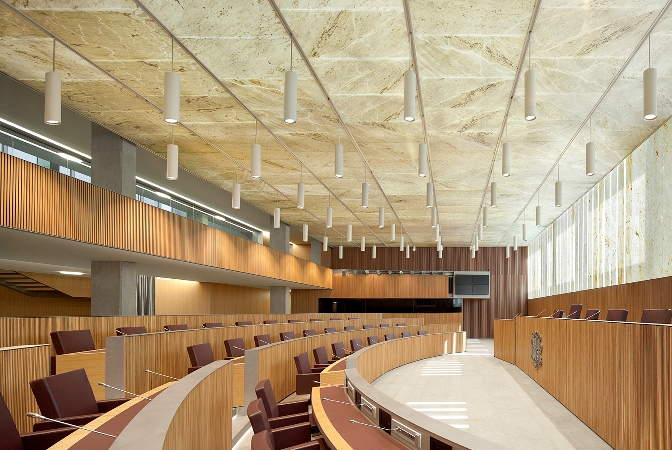
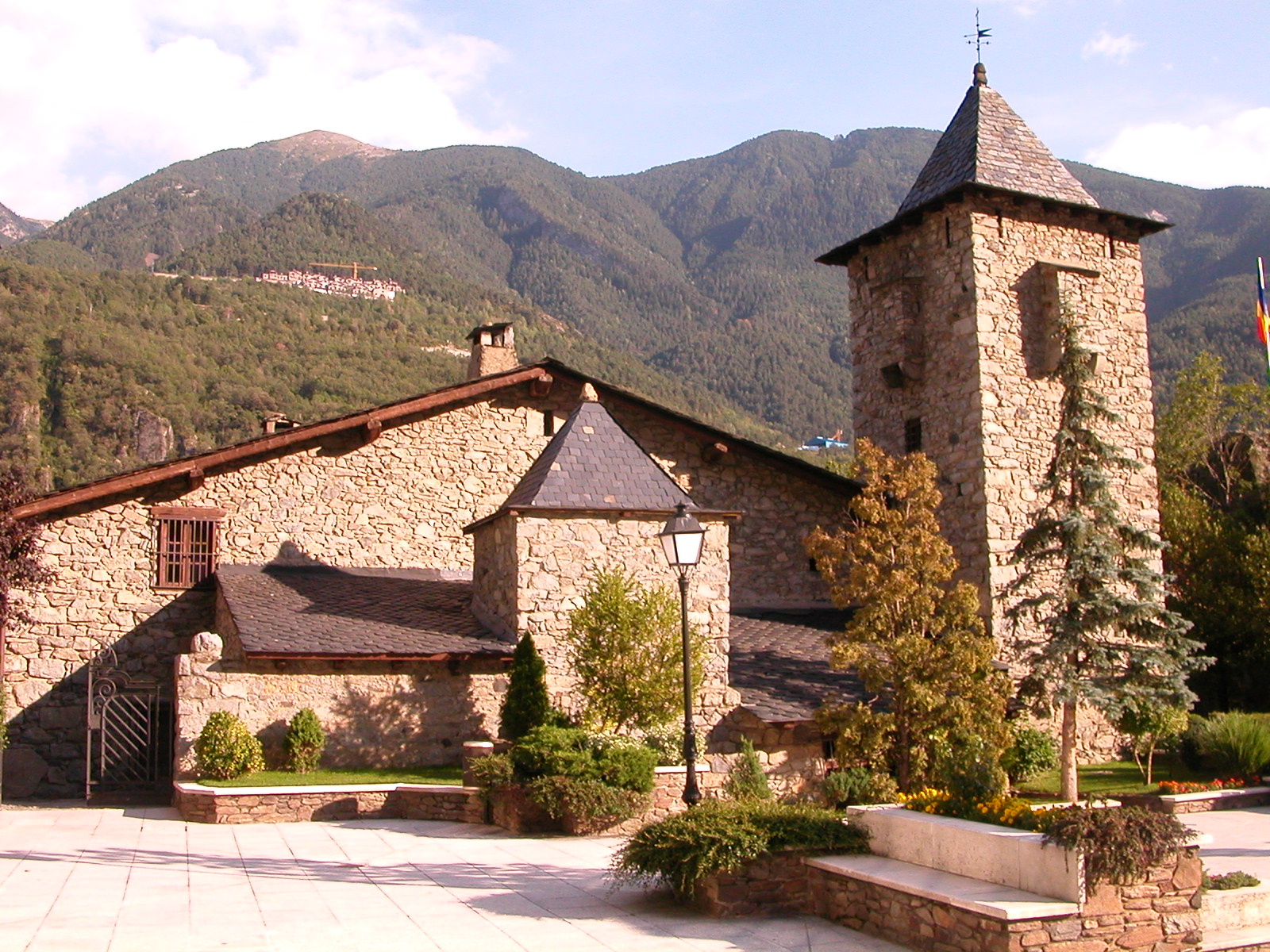
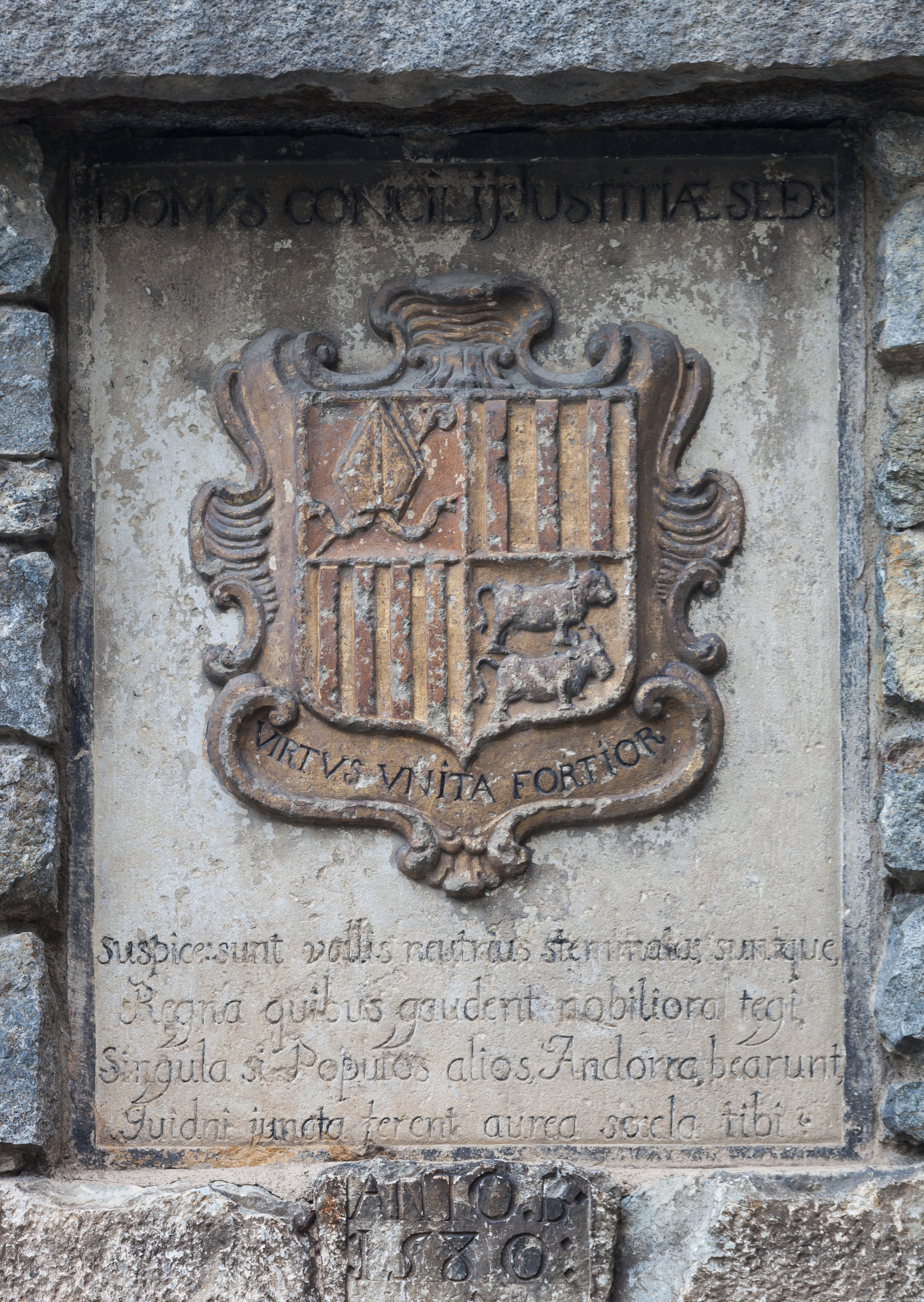
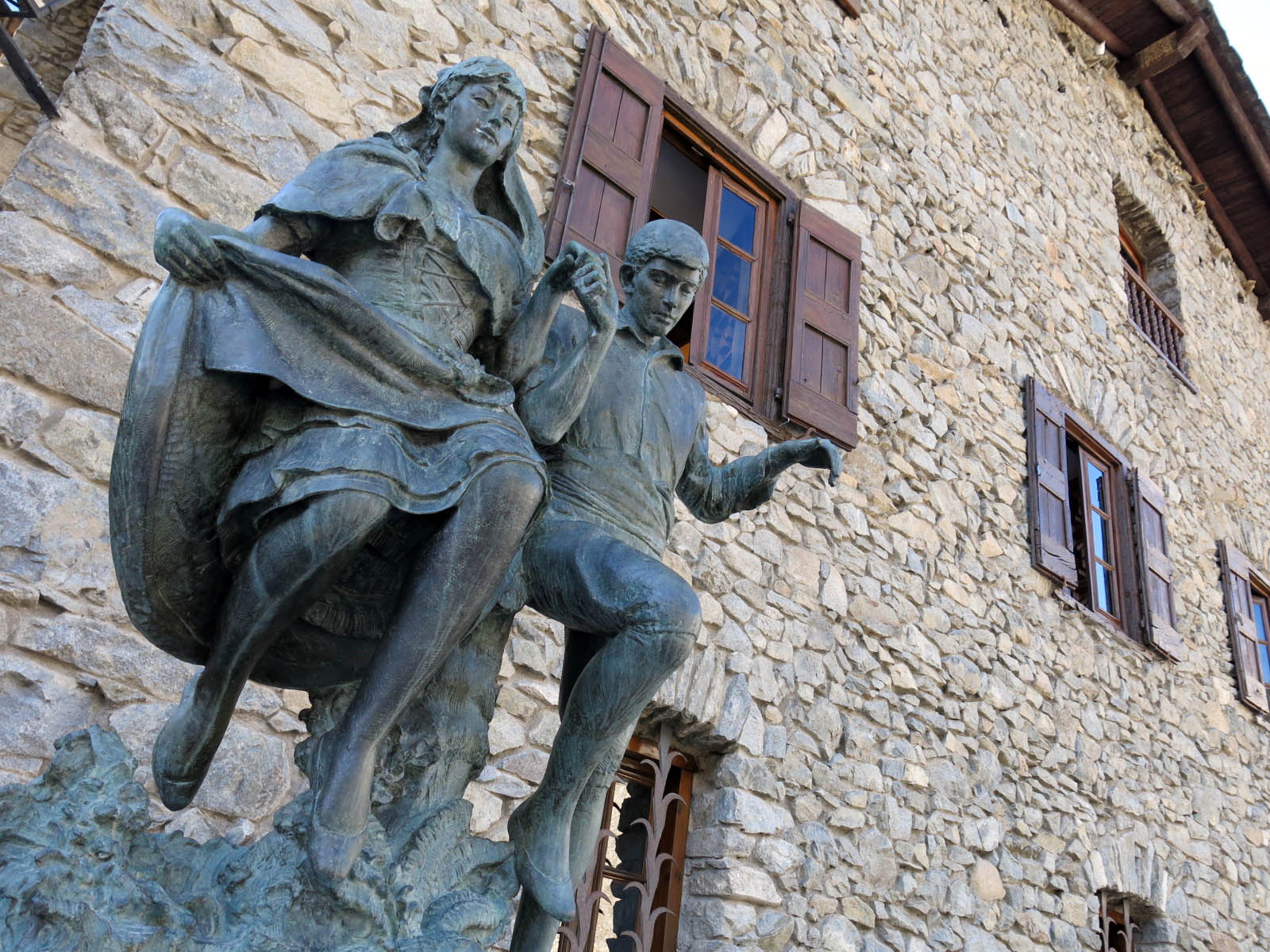
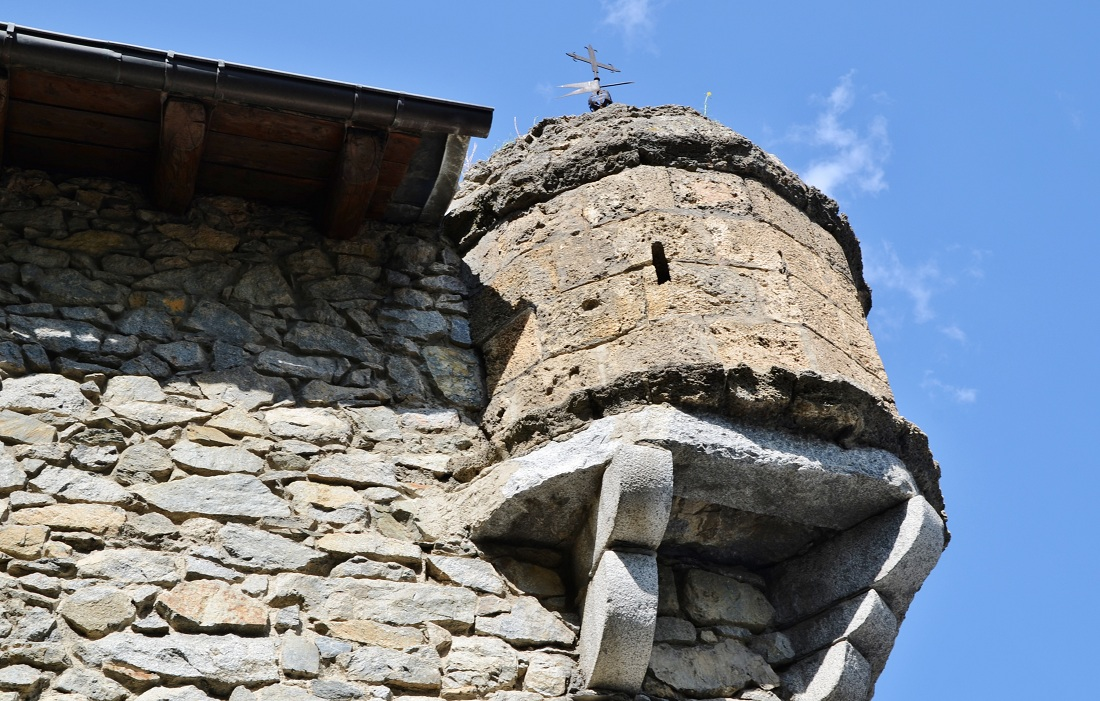
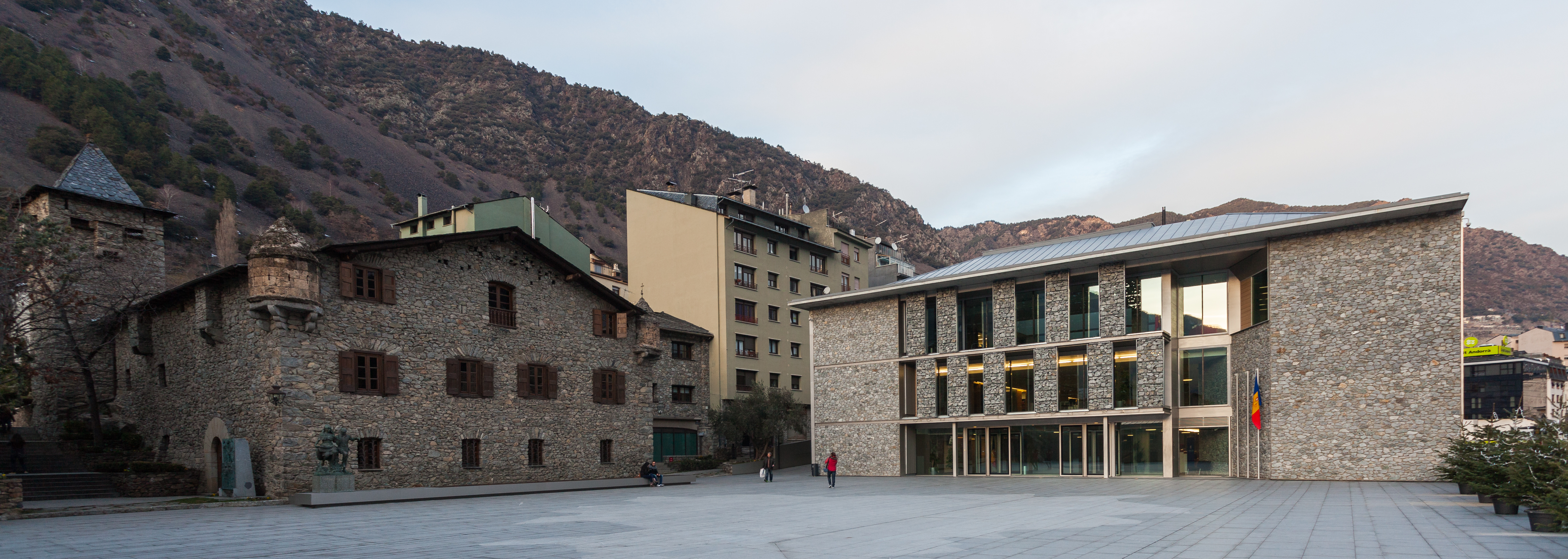

#### Les institucions andorranes
A l'Edat moderna el Consell de la Terra es defineix i s'estructura quant a la seva composició, organització i competències. El sistema de coprincipat, per la seva banda, adquireix una altra dimensió. El Consell General esdevé l'eix vertebrador d'Andorra en assumir el rol d'executiu i legislatiu.
|                | Competències del Consell General |  |
| -------------- | --- |  |
| Àmbit polític  | pot participar en l'elecció dels càrrecs de la justícia, arbitrar en els conflictes territorials entre parròquies i particulars |  |
| Àmbit econòmic | pot regular el preu i la qualitat dels productes de primera necessitat. El Consell de l'Afor, que se celebrava als voltants de la diada de Meritxell, per exemple, establia el preu del bat. També pot controlar els pesos i les mesures, centralitzar els diners i fer efectiu el pagament de tributs i rendes, participar en l'establiment del preu i la qualitat dels productes de la Confraria de paraires i teixidors |  |
| Àmbit social   | pot regular la pràctica de la caça i pesca, vetllar pel bon estat dels camins, vetllar per la sanitat pública contractat metges, per exemple o pot vetllar per l'ordre públic |  |

El Consell General també gestiona i defensa els interessos d'Andorra a l'exterior del país. La resolució de litigis territorials, comercials i sobre el pagament de drets de pas amb els territoris limítrofs obligava el Consell a nomenar un nombre indeterminat de síndics (segons les qüestions) per un temps indefinit (segons la durada del problema). Els síndics representen la voluntat del Consell General. La poca disponibilitat de la majoria dels membres del Consell per realitzar viatges a l'exterior, sigui per tasques agrícoles o comercials, obliga l'any 1667 a nomenar un mínim de dos síndics que s'han d'ocupar permanentment dels afers d'Andorra. A partir d'aquest moment el càrrec de síndic adquireix una importància política que s'enforteix al llarg dels segles xviii i xix.
|                  | Competències del Síndic i Subsíndic                                             |  |
| ---------------- | ------------------------------------------------------------------------------- |  |
| Internes al país | té competències per a politiques econòmiques i socials                          |  |
| Externes al país | té competències per resoldre litigis territorials, comercials i de drets de pas |  |

Pel que fa a la justícia, a través de la instauració del Tribunal de les Corts, els andorrans poden participar per primera vegada en l'àmbit judicial mitjançant veguers, batlles, jutges d'apel·lació i raonadors del Tribunal de Corts. El veguer episcopal i francès actuen com a representants dels coprínceps i presideixen el Tribunal de Corts. A partir del 1599 el bisbe d'Urgell concedeix als andorrans el privilegi de presentar sis persones (la sisena), un prohom de cada parròquia, de la qual el bisbe escull qui ha d'ocupar el càrrec de batlle episcopal durant un període de tres anys. Pocs anys després el mateix sistema és aplicat del cantó francès. Els batlles actuen com a jutges en primera instància en causes civils o econòmiques i la seva sentència pot ser apel·lada davant del jutge d'apel·lacions, que dictamina la sentència definitiva. El càrrec de jutge d'apel·lacions és vitalici i nomenat de forma alternativa pels coprínceps. Cada any el Consell de la Terra nomenava dos consellers perquè exerceixin el càrrec de raonador del Tribunal de Corts. Aquests aplicaven la justícia i portaven els comptes del Tribunal de Corts. El Consell de la Terra, per la seva banda, podia presentar una llista de dos candidats (la doena) per a l'elecció del notari. Aquest era l'encarregat de donar fe a les actes de compravenda o de testaments.
Pel que fa a l'administració local, també s'assisteix a una definició de les seves competències. Així, el Consell de Comú era presidit per dos cònsols i dos consellers, renovats anualment. A la sessió del Consell Parroquial es comptava amb la presència dels propietaris de les cases amb estatut de foc. Els Consells Parroquials de les parròquies s'asseien després al Consell de la Terra actuant com a portaveu de les parròquies. Eren competents en:
- L'administració de pastures i boscos comunals,
- Explotació dels hostals, fleques, tavernes, carnisseries o bladeries,
- Recaptaven el pagament de tributs
- Vetllaven per la higiene i salut públiques
- Asseguraven el bon estat de les vies de comunicació
- Sufragaven les despeses de culte i la instrucció dels infants.

El Consell del Quart, per la seva banda, administrava només els béns del poble i depenia del Consell de Comú.

### Vergonhai Decadència

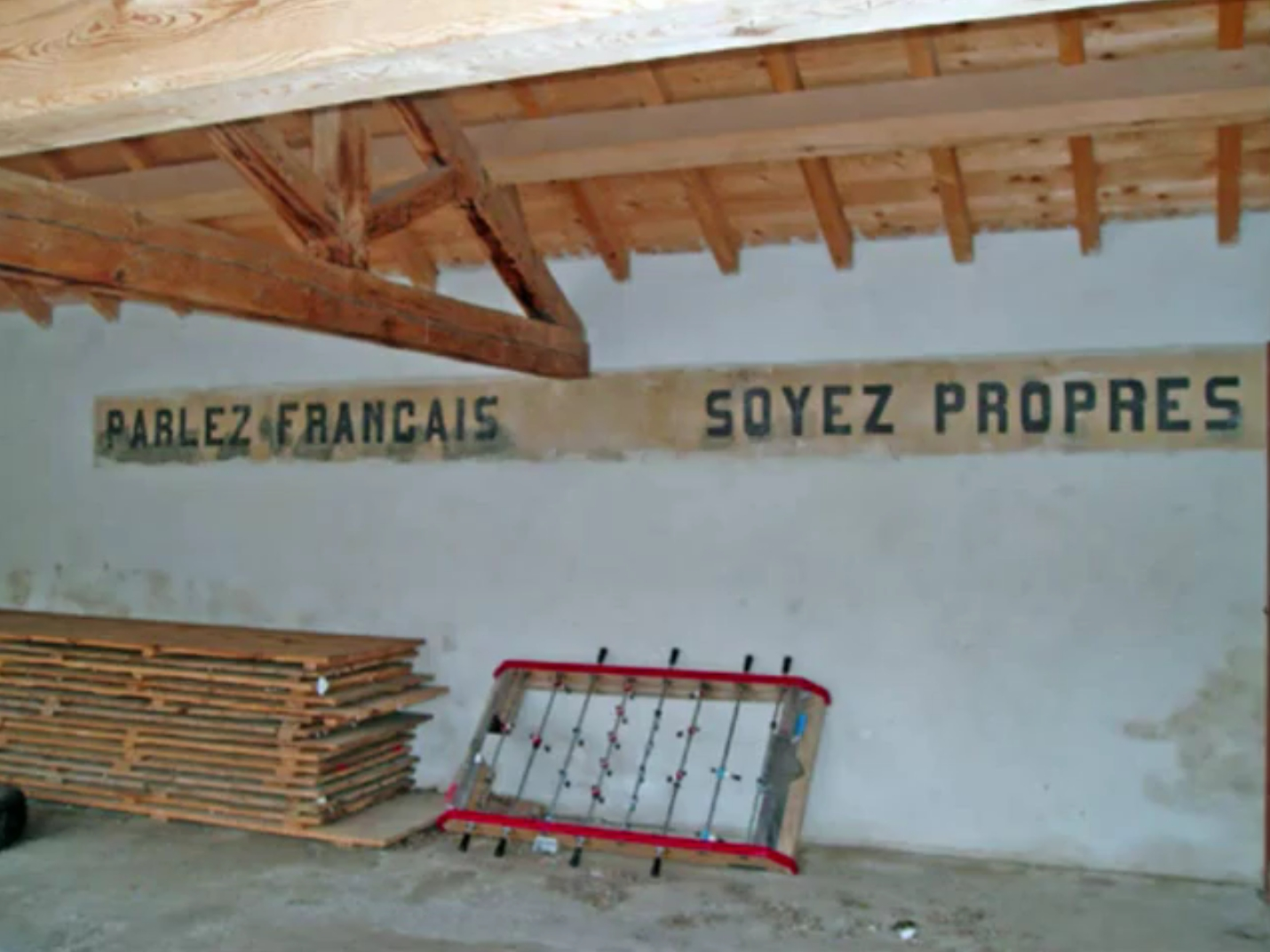
"Parleu francès, no us embruteu", inscripció en una escola nord-catalana, a Aiguatèbia i Talau. Des del i encara ara França ha volgut uniformitzar la llengua de tots els seus territoris per mitjà de la prohibició, la humiliació, la desaparició de topònims, gentilicis i noms de les llengües diferentes al francès (tot són patuès) a més d'altres mètodes propis de tots els genocidis lingüístics.

Durant els segles s. XVI i XVII el català ha substituït el llatí (encara que el segueixi utilitzant l'Església) i continua essent la llengua d'ús popular a tots els nivells: relació familiar, a l'administració,... sigui a Andorra, com a la resta de territoris catalanoparlants. No obstant això, a Andorra hi devia haver gent que sabia parlar francès, ja que el Consell d'Estat del rei francès redactava els decrets concernents a Andorra en francès; i lògicament calia algú per entendre'ls.
Francesc I, rei de França i copríncep d'Andorra, va publicar l'Edicte de Villers-Cotterêts a través del qual tot text administratiu del Regne de França ha de ser redactat obligatòriament en francès, per molt que la població, com era el cas a Bretanya, parlés bretó. És doncs aquest edicte el que explica per què el rei francès s'adreçava als andorrans en aquesta llengua. A Andorra, però, s'utilitzava el català com en deixa constància documentació d'època, com l'estudi de delinqüència Perquè ara –gràcies a Déu– hi ha justícia. La prohibició del català al Rosselló es va donar amb el Tractat dels Pirineus. Lluís XIV va ser el responsable de fer del francès la llengua de l'aristocràcia, cosa que va tenir repercussions per tot Europa. No és d'estranyar doncs que els phylosophes de la Il·lustració es fessin entendre al continent. L'any 1700 Lluís XIV, per exemple, va deixar per escrit que “l'ús del català repugna i és contrari a l'honor de la nació francesa”. Unes paraules de plena Guerra de Successió on els anglesos van venir a ajudar els catalans en contra de Castella i França. La Convenció del 1794 de la revolució francesa no ajudarà a la diversitat lingüística francesa, ja que decreta l'obligatorietat del francès per “anihilar el patuès i universalitzar l'ús del francès” quan només 10% de la població francesa el parla. Comença a França l'anomenat genocidi lingüístic conegut com “La Vergonha”.
Del costat espanyol el casament entre Isabel la Catòlica i Ferran el Catòlic va ser el punt d'inici de la castellanització de la cort i aristocràcia catalana. Alguns escriptors catalans, enlluernats per la renaixença de la literatura castellana derivada d'aquest casament, canviaran el català pel castellà. S'inicia així un procés de retrocés durant el segle xviii conegut com a “Decadència”. La població catalana es negà a castellanitzar-se i aquesta actitud també es troba a Andorra. L'evidència d'això és el Decret de Nova Planta. El Consell General hi reacciona sol·licitant la publicació del Manual Digest, Politar Andorrà i Llibres de Privilegis, tots escrits en llengua catalana. Per a les autoritats andorranes, a més, la Introducció del Tribunal de la Inquisició espanyol a Andorra es va veure com un intent de castellanització, i per tant, van provar d'eliminar-lo. Del punt de vista evolutiu, els documents andorrans deixen constància d'una presència marcada del català antic a Andorra però que comença ja a evolucionar cap a les formes actuals. La “o” àtona és força present, la utilització marcada del demostratiu “lo” també. S'emmudeixen les “r”, “nt” i “t” finals i les “eix” s'escriuen “segueÿx” per la diglòssia. Pel que fa al gènere, aquest ja se substitueix a poc a poc per les formes actuals: “as”/“es”. També s'observa una presència important de possessius rossellonesos: “mon”, “ton”,... o altres “mia”, “tua”, “sua”.
Finalment, cal apuntar que això mateix va començar a succeir quan Castella s'annexiona Portugal. És a dir, un cop aconsegueix fer-se amb Portugal, el portuguès i la seva cultura comencen a ser exclosos i maltractats. Les colònies portugueses, igualment, passen a ser utilitzades en contra de Portugal. El país es torna una perifèria i s'empobreix. Aporta immensament més d'allò que li és retornat i les Corts a Madrid, estan monopolitzades pel poder castellà.

### General
- Armengol Aleix, Ester. Andorra: un profund i llarg viatge.  Govern d'Andorra, 2009. ISBN 978-99920-0-549-1.
- Guillamet Anton, Jordi. Andorra: Nova aproximació a la història d'Andorra.  Revista Altaïr, 2009. ISBN 978-84-936220-4-6.
- Jordi Planellas. Història Digital d'Andorra.  Aloma Editors, 2013. ISBN 978-99920-66-02-7.

### Edat Moderna
- Llop Rovira, Marta. Govern d'Andorra. L'Edat Moderna a Andorra (S. XVII al xviii).  Editorial Andorrana, 1998, p. 8, 9 (Història, Geografia i Institucions d'Andorra). ISBN 99920-0-185-2.
- Jacinto Bonales Cortés. Comú d'Encamp. La Solana d'Andorra: un conflicte mil·lenari pel control dels recursos naturals.  Editorial Andorrana, 2003, p. 1, 2. ISBN 99920-1-501-2.
- Xavier Rull. El parlar d'Andorra dels segles xvii i xviii.  Premsa Andorrana, SA, 2007, p. 120. ISBN 978-99920-0-584-2.